# Hockey sur glace aux Jeux olympiques d'hiver de 2022 - Qualifications hommes
 (août 2021).
Les normes d'accessibilité du Web doivent être respectées sur les articles liés au hockey sur glace.
Les articles possédant ce bandeau sont listés dans la catégorie:Article hockey sur glace non accessible.
Les points d'amélioration suivants sont les cas les plus fréquents :
- Tableaux de données : utiliser les modèles préformatés déjà disponibles ou consulter l'aide ;
- Listes à puces : les listes à puces sont créées grâces aux astérisques. Il ne doit pas y avoir de ligne vide entre deux astérisques ;
- Langue : tout changement de langue doit être signalé grâce au modèle {{langue}} ou au paramètrelangue=quand le modèle {{Lien web}} est utilisé dans les références ;
- Alternative textuelle : toute image doit être accompagnée d'une description sommaire (à ne pas confondre avec la légende).

Voir aussi Wikipédia:Atelier accessibilité/Bonnes pratiques.
Nota : ce bandeau ne concerne pas les problèmes d'accessibilité dus aux modèles utilisés.
La qualification pour le tournoi masculin de hockey sur glace des Jeux olympiques d'hiver de 2022 est déterminée par le classement IIHF établi à l'issue du championnat du monde 2019. La Chine, pays hôte, et les huit premiers du classement mondial obtiennent directement une place pour le tournoi. Les autres équipes ont la possibilité de gagner l'une des trois places restantes par l'intermédiaire de tournois qualificatifs. Ces derniers ont lieu du 7 novembre 2019 au 29 août 2021.

## Équipes qualifiées
| Mode de sélection            | Dates                      | Lieux                 | Nombre de places | Qualifiés                                                      |
| ---------------------------- | -------------------------- | --------------------- | ---------------- | -------------------------------------------------------------- |
| Pays organisateur            | 17 mai 2018                | Copenhague, Danemark  | 1                | Chine                                                          |
| Classement mondial IIHF 2019 | 31 mars 2016 – 26 mai 2019 | -                     | 8                | Canada ROC Finlande Suède Tchéquie États-Unis Allemagne Suisse |
| Tournois de qualification    | 26 au 29 août 2021         | Bratislava, Slovaquie | 1                | Slovaquie                                                      |
| Tournois de qualification    | 26 au 29 août 2021         | Riga, Lettonie        | 1                | Lettonie                                                       |
| Tournois de qualification    | 26 au 29 août 2021         | Oslo, Norvège         | 1                | Danemark                                                       |
| Total                        |                            |                       | 12               |                                                                |

## Mode de qualification
Les 8 premiers au classement mondial sont automatiquement qualifiés pour le tournoi olympique, ainsi que le pays hôte (la Chine). Il reste donc 3 places qui sont attribuées à la suite de plusieurs pré-qualifications et qualifications :
- 8 équipes, regroupées en 2 poules de 4, disputent le 1er tour de pré-qualification. Les premiers de chaque poule poursuivent la compétition.
- 12 équipes (dont les 2 vainqueurs du 1er tour de pré-qualification), regroupées en 3 poules de 4, disputent le 2d tour de pré-qualification. Les premiers de chaque poule poursuivent la compétition.
- 12 équipes (dont les 3 vainqueurs du 2e tour de pré-qualification), regroupées en 3 poules de 4, disputent le tour de qualification. Les premiers de chaque poule poursuivent la compétition.
- 12 équipes (dont les 3 vainqueurs du 3e tour de pré-qualification), regroupées en 3 poules de 4, disputent le tour de qualification. Les premiers de chaque poule accèdent au tournoi olympique.

| Rang | Pays                | Division CM (en 2019) | CM 2019 (100 %) | CM 2018 (75 %) | JO 2018 (75 %) | CM 2017 (50 %) | CM 2016 (25 %) | Points | Commentaire                                    |
| ---- | ------------------- | --------------------- | --------------- | -------------- | -------------- | -------------- | -------------- | ------ | ---------------------------------------------- |
| 1    | Canada              | Élite                 | 1 160           | 1 100          | 1 120          | 1 160          | 1 200          | 3 705  | Qualifié directement pour le tournoi olympique |
| 2    | Russie              | Élite                 | 1 120           | 1 040          | 1 200          | 1 120          | 1 120          | 3 640  | Qualifié directement pour le tournoi olympique |
| 3    | Finlande            | Élite                 | 1 200           | 1 060          | 1 040          | 1 100          | 1 160          | 3 615  | Qualifié directement pour le tournoi olympique |
| 4    | Suède               | Élite                 | 1 060           | 1 200          | 1 060          | 1 200          | 1 040          | 3 615  | Qualifié directement pour le tournoi olympique |
| 5    | Tchéquie            | Élite                 | 1 100           | 1 020          | 1 100          | 1 020          | 1 060          | 3 465  | Qualifié directement pour le tournoi olympique |
| 6    | États-Unis          | Élite                 | 1 020           | 1 120          | 1 020          | 1 060          | 1 100          | 3 430  | Qualifié directement pour le tournoi olympique |
| 7    | Allemagne           | Élite                 | 1 040           | 920            | 1 160          | 1 000          | 1 020          | 3 355  | Qualifié directement pour le tournoi olympique |
| 8    | Suisse              | Élite                 | 1 000           | 1 160          | 940            | 1 040          | 920            | 3 325  | Qualifié directement pour le tournoi olympique |
| 9    | Slovaquie           | Élite                 | 960             | 960            | 920            | 860            | 960            | 3 040  | Tour de qualification                          |
| 10   | Lettonie            | Élite                 | 940             | 1 000          | 860            | 940            | 880            | 3 025  | Tour de qualification                          |
| 11   | Norvège             | Élite                 | 900             | 880            | 1 000          | 920            | 940            | 3 005  | Tour de qualification                          |
| 12   | Danemark            | Élite                 | 920             | 940            | 800            | 900            | 1 000          | 2 925  | Tour de qualification                          |
| 13   | France              | Élite                 | 840             | 900            | 840            | 960            | 860            | 2 840  | Tour de qualification                          |
| 14   | Biélorussie         | Division I A          | 780             | 840            | 880            | 880            | 900            | 2 735  | Tour de qualification                          |
| 15   | Autriche            | Élite                 | 820             | 860            | 780            | 800            | 740            | 2 635  | Tour de qualification                          |
| 16   | Italie              | Élite                 | 860             | 780            | 760            | 820            | 780            | 2 620  | Tour de qualification                          |
| 17   | Corée du Sud        | Division I A          | 760             | 820            | 900            | 780            | 720            | 2 620  | Tour de qualification                          |
| 18   | Slovénie            | Division I A          | 740             | 720            | 960            | 840            | 800            | 2 620  | 3e tour tour de pré-qualification              |
| 19   | Kazakhstan          | Division I A          | 800             | 760            | 820            | 760            | 820            | 2 570  | 3e tour tour de pré-qualification              |
| 20   | Grande-Bretagne     | Élite                 | 880             | 800            | 660            | 680            | 660            | 2 480  | 3e tour tour de pré-qualification              |
| 21   | Hongrie             | Division I A          | 720             | 740            | 700            | 720            | 840            | 2 370  | 3e tour tour de pré-qualification              |
| 22   | Pologne             | Division I B          | 660             | 700            | 740            | 740            | 760            | 2 300  | 3e tour tour de pré-qualification              |
| 23   | Japon               | Division I B          | 640             | 660            | 720            | 660            | 700            | 2 180  | 3e tour tour de pré-qualification              |
| 24   | Lituanie            | Division I A          | 700             | 680            | 560            | 640            | 640            | 2 110  | 3e tour tour de pré-qualification              |
| 25   | Ukraine             | Division I B          | 600             | 620            | 680            | 700            | 680            | 2 095  | 3e tour tour de pré-qualification              |
| 26   | Estonie             | Division I B          | 620             | 640            | 600            | 620            | 600            | 2 010  | 3e tour tour de pré-qualification              |
| 27   | Roumanie            | Division I B          | 680             | 600            | 580            | 560            | 580            | 1 990  | 2e tour de pré-qualification                   |
| 28   | Pays-Bas            | Division I B          | 580             | 560            | 640            | 580            | 560            | 1 910  | 2e tour de pré-qualification                   |
| 29   | Croatie             | Division II A         | 540             | 580            | 620            | 600            | 620            | 1 895  | 2e tour de pré-qualification                   |
| 30   | Serbie              | Division II A         | 560             | 520            | 540            | 520            | 500            | 1 740  | 2e tour de pré-qualification                   |
| 31   | Espagne             | Division II A         | 500             | 440            | 520            | 460            | 540            | 1 585  | 2e tour de pré-qualification                   |
| 32   | Chine (pays hôte)   | Division II A         | 480             | 500            | 440            | 440            | 460            | 1 520  | Qualifié directement pour le tournoi olympique |
| 33   | Islande             | Division II B         | 420             | 460            | 480            | 480            | 480            | 1 485  | 2e tour de pré-qualification                   |
| 34   | Israël              | Division II B         | 440             | 400            | 460            | 400            | 400            | 1 385  | 2e tour de pré-qualification                   |
| 35   | Australie           | Division II A         | 520             | 540            | -              | 540            | 440            | 1 305  |                                                |
| 36   | Mexique             | Division II B         | 360             | 360            | 500            | 360            | 420            | 1 290  | 2e tour de pré-qualification                   |
| 37   | Belgique            | Division II A         | 460             | 480            | -              | 500            | 520            | 1 200  |                                                |
| 38   | Bulgarie            | Division III          | 320             | 300            | 420            | 300            | 340            | 1 095  | 2e tour de pré-qualification                   |
| 39   | Géorgie             | Division II B         | 380             | 320            | 400            | 280            | 0              | 1 060  |                                                |
| 40   | Nouvelle-Zélande    | Division II B         | 400             | 420            | -              | 420            | 380            | 1 020  |                                                |
| 41   | Corée du Nord       | Division II B         | 340             | 380            | -              | 380            | 360            | 905    |                                                |
| 42   | Turquie             | Division III          | 300             | 280            | -              | 340            | 320            | 760    | 2e tour de pré-qualification                   |
| 43   | Luxembourg          | Division III          | 260             | 340            | -              | 320            | 280            | 745    | 1er tour de pré-qualification                  |
| 44   | Afrique du Sud      | Division III          | 220             | 240            | -              | 240            | 300            | 595    |                                                |
| 45   | Taipei chinois      | Division III          | 240             | 260            | -              | 220            | -              | 545    | 1er tour de pré-qualification                  |
| 46   | Hong Kong           | Division III Q        | 180             | 220            | -              | 260            | 240            | 535    | 1er tour de pré-qualification                  |
| 47   | Turkménistan        | Division III          | 280             | 200            | -              | -              | -              | 430    |                                                |
| 48   | Émirats arabes unis | Division III Q        | 200             | 160            | -              | 200            | -              | 420    | 1er tour de pré-qualification                  |
| 49   | Bosnie-Herzégovine  | Division III Q        | 140             | 180            | -              | 0              | 260            | 340    | 1er tour de pré-qualification                  |
| 50   | Koweït              | Division III Q        | 120             | 140            | -              | -              | -              | 225    | 1er tour de pré-qualification                  |
| 51   | Thaïlande           | Division III Q        | 160             | -              | -              | -              | -              | 160    | 1er tour de pré-qualification                  |
| 52   | Kirghizistan        | Division III Q        | 100             | -              | -              | -              | -              | 100    | 1er tour de pré-qualification                  |

## Récapitulatif des résultats
| 1er tour de pré-qualification | 1er tour de pré-qualification |          | 2e tour de pré-qualification | 2e tour de pré-qualification |                 | 3e tour de pré-qualification | 3e tour de pré-qualification |              | Tour de qualification | Tour de qualification |
| Groupe N                      | Groupe N                      | Groupe K | Groupe K                     | Groupe J                     | Groupe J        | Groupe E                     | Groupe E                     |              |                       |                       |
| Groupe N                      | Groupe N                      | Groupe K | Groupe K                     | Groupe J                     | Groupe J        | Pts                          | Équipe                       |              |                       |                       |
| Groupe N                      | Groupe N                      | Groupe K | Groupe K                     | Groupe J                     | Groupe J        | 9                            | Lettonie                     |              |                       |                       |
| Groupe N                      | Groupe N                      | Groupe K | Groupe K                     | Pts                          | Équipe          | 6                            | France                       |              |                       |                       |
| Groupe N                      | Groupe N                      | Groupe K | Groupe K                     | 9                            | Hongrie         | →                            | 3                            | Hongrie      |                       |                       |
| Groupe N                      | Groupe N                      | Pts      | Équipe                       | 6                            | Grande-Bretagne |                              | 0                            | Italie       |                       |                       |
| Groupe N                      | Groupe N                      | 9        | Roumanie                     | →                            | 3               | Roumanie                     | Groupe D                     | Groupe D     |                       |                       |
| Groupe N                      | Groupe N                      | 6        | Islande                      |                              | 0               | Estonie                      | Groupe D                     | Groupe D     |                       |                       |
| Pts                           | Équipe                        | 2        | Israël                       | Groupe H                     | Groupe H        |                              | Groupe D                     | Groupe D     |                       |                       |
| 9                             | Kirghizistan                  | →        | 1                            | Groupe H                     | Groupe H        | Kirghizistan                 | Pts                          | Équipe       |                       |                       |
| 6                             | Émirats arabes unis           |          | Groupe L                     | Groupe L                     | Pts             | Équipe                       | 9                            | Slovaquie    |                       |                       |
| 3                             | Luxembourg                    | 9        | Groupe L                     | Groupe L                     | Pologne         | →                            | 3                            | Pologne      |                       |                       |
| 0                             | Bosnie-Herzégovine            | 6        | Groupe L                     | Groupe L                     | Kazakhstan      |                              | 3                            | Biélorussie  |                       |                       |
| Groupe O                      | Groupe O                      | Pts      | Équipe                       | 3                            | Ukraine         | 3                            | Autriche                     |              |                       |                       |
| Groupe O                      | Groupe O                      | 9        | Pays-Bas                     | →                            | 0               | Pays-Bas                     | Groupe F                     | Groupe F     |                       |                       |
| Pts                           | Équipe                        | 6        | Espagne                      |                              | Groupe G        | Groupe G                     | Groupe F                     | Groupe F     |                       |                       |
| 9                             | Taipei chinois                | →        | 3                            | Taipei chinois               | Groupe G        | Groupe G                     | Pts                          | Équipe       |                       |                       |
| 6                             | Thaïlande                     |          | 0                            | Mexique                      | Groupe G        | Groupe G                     | 9                            | Danemark     |                       |                       |
| 3                             | Hong Kong                     | Groupe M | Groupe M                     | Pts                          | Équipe          | 3                            | Norvège                      |              |                       |                       |
| 0                             | Koweït                        | Groupe M | Groupe M                     | 9                            | Slovénie        | →                            | 3                            | Slovénie     |                       |                       |
|                               |                               |          | Groupe M                     | 6                            | Japon           |                              | 3                            | Corée du Sud |                       |                       |
| Pts                           | Équipe                        | 3        | Lituanie                     |                              |                 |                              |                              |              |                       |                       |
| 9                             | Croatie                       | →        | 0                            | Croatie                      |                 |                              |                              |              |                       |                       |
| 6                             | Serbie                        |          |                              |                              |                 |                              |                              |              |                       |                       |
| 2                             | Turquie                       |          |                              |                              |                 |                              |                              |              |                       |                       |
| 1                             | Bulgarie                      |          |                              |                              |                 |                              |                              |              |                       |                       |

## Premier tour de pré-qualification

### Groupe N
Le Groupe N a lieu du 8 au 10 novembre 2019 au Luxembourg.

#### Matchs
| 8 novembre 2019 | Émirats arabes unis | 4-9 (2-1, 2-3, 0-5) | Kirghizistan | Patinoire de Kockelscheuer 200 spectateurs |

| Feuille de match                                 | Feuille de match | Feuille de match                                    | Feuille de match | Feuille de match                                                             |
| ------------------------------------------------ | --- | --------------------------------------------------- | --- | ---------------------------------------------------------------------------- |
|                                                  | - Al_nuami (Al-Mehairi) — 7 min 13 s Zainutdinov — 16 min 4 s - Zainutdinov — 31 min 23 s - Zainutdinov (Al-Ameri) — 36 min 58 s - | 0–1 1–1 2–1 2–2 3–2 3–3 3–4 4–4 4–5 4–6 4–7 4–8 4–9 | Nosov — 6 min 45 s (SN) - Titov (Kolodii, Kudashev) — 22 min 4 s (SN) - Titov (Gorobets, Kudashev) — 31 min 56 s Tonkikh (Nosov) — 35 min 21 s - Gorobets (Egorov) — 46 min 56 s Tonkikh (Nosov, Chuvalov) — 48 min 41 s Nosov (Chuvalov, Titov) — 52 min 2 s Tagaev (Shushenkov) — 53 min 24 s Tonkikh (Chuvalov, Nosov) — 54 min 41 s | Arbitrage : Li Ho Ching Juges de lignes : Espen Olsvik et Chris Van Grinsven |
| Al-Suwaidi (53 min 24 s) Al-Dhaheri (6 min 36 s) | Gardiens | Petrov                                              | | Arbitrage : Li Ho Ching Juges de lignes : Espen Olsvik et Chris Van Grinsven |
| 34 min                                           | Pénalités | 12 min                                              | | Arbitrage : Li Ho Ching Juges de lignes : Espen Olsvik et Chris Van Grinsven |
| 25                                               | Tirs | 45                                                  | | Arbitrage : Li Ho Ching Juges de lignes : Espen Olsvik et Chris Van Grinsven |

| 8 novembre 2019 | Bosnie-Herzégovine | 1-10 (0-4, 0-5, 1-1) | Luxembourg | Patinoire de Kockelscheuer 676 spectateurs |

| Feuille de match | Feuille de match                           | Feuille de match                              | Feuille de match | Feuille de match                                                                    |
| ---------------- | ------------------------------------------ | --------------------------------------------- | --- | ----------------------------------------------------------------------------------- |
|                  | - Filipović (Mrkva, Ćatović) — 49 min 37 s | 0-1 0-2 0-3 0-4 0-5 0-6 0-7 0-8 0-9 0-10 1-10 | Shelest (Houdremont, Grein) — 5 min 23 s (2 SN) Farinon (Welter) — 6 min 17 s (SN) Welter (Houdremont) — 13 min 39 s Shelest (C. Cannon) — 19 min 15 s (SN) Eriksson (T. Beran, Bechtold) — 31 min 56 s Shelest (Eriksson, C. Cannon) — 32 min 4 s Grein (Backes) — 34 min 49 s (IN) C. Cannon — 35 min 46 s (IN) Grein (Eriksson) — 38 min 19 s (SN) Sinner (N. Mossong) — 47 min 14 s - | Arbitrage : Vytautas Lukoševičius Juges de lignes : Sidor Krytski et Tobias Schwenk |
| Pribišić         | Gardiens                                   | Anselm                                        | | Arbitrage : Vytautas Lukoševičius Juges de lignes : Sidor Krytski et Tobias Schwenk |
| 12 min           | Pénalités                                  | 8 min                                         | | Arbitrage : Vytautas Lukoševičius Juges de lignes : Sidor Krytski et Tobias Schwenk |
| 14               | Tirs                                       | 50                                            | | Arbitrage : Vytautas Lukoševičius Juges de lignes : Sidor Krytski et Tobias Schwenk |

| 9 novembre 2019 | Émirats arabes unis | 6-3 (3-1, 2-1, 1-1) | Bosnie-Herzégovine | Patinoire de Kockelscheuer 179 spectateurs |

| Feuille de match | Feuille de match | Feuille de match                             | Feuille de match                                                                                     | Feuille de match                                                                   |
| ---------------- | --- | -------------------------------------------- | --- | ---------------------------------------------------------------------------------- |
|                  | - Remess (Zainutdinov) — 8 min 35 s Zainutdinov (J. Al-Dhaheri) — 9 min 58 s Zainutdinov (Remess) — 14 min (SN) J. Al-Dhaheri (Zainutdinov) — 24 min 5 s Al-Mazrouei (Rem) — 24 min 49 s (SN) - J. Al-Dhaheri (Savko) — 54 min 34 s - | 0-1 1-1 2-1 3-1 4-1 5-1 5-2 6-2 6-3          | Hodžić (Mrkva, Ljevak) — 5 min 11 s (SN) - Ćatović — 38 min 18 s (SN) - Filipović — 55 min 48 s (SN) | Arbitrage : Vytautas Lukoševičius Juges de lignes : Espen Olsvik et Tobias Schwenk |
| Al-Dhaheri       | Gardiens | Pašović (24 min 49 s) Pribišić (35 min 11 s) | | Arbitrage : Vytautas Lukoševičius Juges de lignes : Espen Olsvik et Tobias Schwenk |
| 22 min           | Pénalités | 18 min                                       | | Arbitrage : Vytautas Lukoševičius Juges de lignes : Espen Olsvik et Tobias Schwenk |
| 42               | Tirs | 14                                           | | Arbitrage : Vytautas Lukoševičius Juges de lignes : Espen Olsvik et Tobias Schwenk |

| 9 novembre 2019 | Luxembourg | 3-5 (1-0, 0-4, 2-1) | Kirghizistan | Patinoire de Kockelscheuer 734 spectateurs |

| Feuille de match                          | Feuille de match                                                                              | Feuille de match                | Feuille de match | Feuille de match                                                             |
| ----------------------------------------- | --------------------------------------------------------------------------------------------- | ------------------------------- | --- | ---------------------------------------------------------------------------- |
|                                           | Eriksson (Shelest) — 17 min 58 s (SN) - Mosr (Backes) — 48 min 54 s C. Cannon — 55 min 38 s - | 1-0 1-1 1-2 1-3 1-4 2-4 3-4 3-5 | - Nosov (Tonkikh, Chuvalov) — 25 min 17 s (SN) Kudashev (Gorobets) — 28 min 7 s Gorobets — 30 min 44 s Nosov (Kudashev) — 35 min 44 s (IN) - Tonkikh — 59 min 26 s (IN + CV) | Arbitrage : Cemal Kaya Juges de lignes : Sidor Krytski et Chris Van Grinsven |
| Lepage (37 min 55 s) Anselm (21 min 50 s) | Gardiens                                                                                      | Petrov                          | | Arbitrage : Cemal Kaya Juges de lignes : Sidor Krytski et Chris Van Grinsven |
| 6 min                                     | Pénalités                                                                                     | 14 min                          | | Arbitrage : Cemal Kaya Juges de lignes : Sidor Krytski et Chris Van Grinsven |
| 21                                        | Tirs                                                                                          | 35                              | | Arbitrage : Cemal Kaya Juges de lignes : Sidor Krytski et Chris Van Grinsven |

| 10 novembre 2019 | Kirghizistan | 15-3 (5-2, 2-0, 8-1) | Bosnie-Herzégovine | Patinoire de Kockelscheuer 232 spectateurs |

| Feuille de match | Feuille de match | Feuille de match                                                               | Feuille de match | Feuille de match                                                        |
| ---------------- | --- | ------------------------------------------------------------------------------ | --- | ----------------------------------------------------------------------- |
|                  | Tonkikh (Nosov) — 1 min 29 s Chuvalov (Egorov) — 1 min 48 s - Nosov (Tonkikh) — 9 min 28 s - Kolodii (Aiapov, Titov) — 11 min 58 s Gorobets (Terentyev, Tursunbekov) — 15 min 20 s (SN) Kolodii (Kudashev, Shushenkov) — 33 min 2 s (SN) Kachkybekov (Titov) — 37 min 33 s (SN) Tursunbekov (Gorobets, Nosov) — 40 min 49 s Egorov (Chuvalov) — 42 min 2 s Terentyev (Tonkikh, Nosov) — 46 min 22 s Egorov (Chuvalov) — 47 min 6 s - Titov — 52 min 7 s Kolodii (Trishkin) — 52 min 14 s Mirbekov (Ulugbek, Uuly) — 54 min 36 s Kudashev (Shushenkov) — 58 min 45 s (SN) | 1-0 2-0 2-1 3-1 3-2 4-2 5-2 6-2 7-2 8-2 9-2 10-2 11-2 11-3 12-3 13-3 14-3 15-3 | - Cordalija (Mrkva, Ćatović) — 8 min 49 s - Hadžihasanović (Mušić, Ljevak) — 10 min 9 s - Rakić (Hadžihasanović) — 47 min 25 s - | Arbitrage : Li Ho Ching Juges de lignes : Sidor Krytski et Espen Olsvik |
| Alymbekov        | Gardiens | Pašović (42 min 2 s) Hadžić (17 min 58 s)                                      | | Arbitrage : Li Ho Ching Juges de lignes : Sidor Krytski et Espen Olsvik |
| 6 min            | Pénalités | 14 min                                                                         | | Arbitrage : Li Ho Ching Juges de lignes : Sidor Krytski et Espen Olsvik |
| 49               | Tirs | 12                                                                             | | Arbitrage : Li Ho Ching Juges de lignes : Sidor Krytski et Espen Olsvik |

| 10 novembre 2019 | Luxembourg | 4-5 (2-2, 2-2, 0-1) | Émirats arabes unis | Patinoire de Kockelscheuer 403 spectateurs |

| Feuille de match                          | Feuille de match | Feuille de match                    | Feuille de match | Feuille de match                                                              |
| ----------------------------------------- | --- | ----------------------------------- | --- | ----------------------------------------------------------------------------- |
|                                           | - Backes (Welter) — 13 min 12 s C. Cannon — 14 min 5 s C. Cannon (Bechtold, Eriksson) — 23 min 33 s (SN) - Backes (Mosr) — 25 min 48 s (SN) - | 0-1 0-2 1-2 2-2 3-2 3-3 4-3 4-4 4-5 | Al-Zaabi (Remess, Al-Mazrouei) — 2 min 7 s J. Al-Dhaheri — 10 min 25 s (SN) - Zainutdinov — 24 min 59 s - Savko (Al-Nuaimi, Al-Kaabi) — 31 min 42 s (SN) Remess — 49 min 29 s | Arbitrage : Cemal Kaya Juges de lignes : Tobias Schwenk et Chris Van Grinsven |
| Lepage (13 min 12 s) Anselm (46 min 19 s) | Gardiens | A. Al-Dhaheri                       | | Arbitrage : Cemal Kaya Juges de lignes : Tobias Schwenk et Chris Van Grinsven |
| 12 min                                    | Pénalités | 22 min                              | | Arbitrage : Cemal Kaya Juges de lignes : Tobias Schwenk et Chris Van Grinsven |
| 24                                        | Tirs | 32                                  | | Arbitrage : Cemal Kaya Juges de lignes : Tobias Schwenk et Chris Van Grinsven |

#### Classement
| Clt   | Équipe              | PJ | V | VP | D | DP | BP | BC | Diff | Pts |
| ----- | ------------------- | -- | - | -- | - | -- | -- | -- | ---- | --- |
| +001, | Kirghizistan        | 3  | 3 | 0  | 0 | 0  | 29 | 10 | +19  | 9   |
| +002, | Émirats arabes unis | 3  | 2 | 0  | 1 | 0  | 15 | 16 | -1   | 6   |
| +003, | Luxembourg          | 3  | 1 | 0  | 2 | 0  | 17 | 11 | +6   | 3   |
| +004, | Bosnie-Herzégovine  | 3  | 0 | 0  | 3 | 0  | 7  | 31 | -24  | 0   |

- En gras, qualifié pour le deuxième tour de pré-qualification

### Groupe O
Le Groupe O a lieu du 7 au 10 novembre 2019 à Hong Kong.

#### Matchs
| 7 novembre 2019 | Taipei chinois | 5-3 (1-1, 0-0, 4-2) | Thaïlande | TUS Ice and Snow Park 301 spectateurs |

| Feuille de match | Feuille de match | Feuille de match                | Feuille de match | Feuille de match                                                              |
| ---------------- | --- | ------------------------------- | --- | ----------------------------------------------------------------------------- |
|                  | - Yu Sh. (Yang, Yin) — 16 min 53 s Yang (Lin H.) — 43 min 34 s (IN) Hsiao Po-yua. (Lin H., Shen) — 47 min 20 s (SN) - Yu Sh. (Chen, Yen) — 58 min 43 s Yu Su. — 59 min 27 s (CV) | 0-1 1-1 2-1 3-1 3-2 3-3 4-3 5-3 | Nagayama (Thanakroekkiat, Kindborn) — 4 min 21 s (SN) - Thanakroekkiat (Kindborn) — 52 min 1 s (SN) Forstner (Kindborn, Nagayama) — 55 min 24 s (SN) - | Arbitrage : François Gautier Juges de lignes : Attila Nagy et Yeung Ting Kwan |
| Yu-cheng         | Gardiens | Ungkulpattanasuk                | | Arbitrage : François Gautier Juges de lignes : Attila Nagy et Yeung Ting Kwan |
| 10 min           | Pénalités | 10 min                          | | Arbitrage : François Gautier Juges de lignes : Attila Nagy et Yeung Ting Kwan |
| 29               | Tirs | 46                              | | Arbitrage : François Gautier Juges de lignes : Attila Nagy et Yeung Ting Kwan |

| 7 novembre 2019 | Koweït | 0-12 (0-4, 0-3, 0-5) | Hong Kong | TUS Ice and Snow Park 250 spectateurs |

| Feuille de match                     | Feuille de match | Feuille de match                                   | Feuille de match | Feuille de match                                                             |
| ------------------------------------ | ---------------- | -------------------------------------------------- | --- | ---------------------------------------------------------------------------- |
|                                      |                  | 0-1 0-2 0-3 0-4 0-5 0-6 0-7 0-8 0-9 0-10 0-11 0-12 | Cheng (Yeung) — 9 min 36 s R. Lee (Cheng) — 14 min 25 s (SN) Y. Wong (Au-Yeung) — 18 min 4 s Lui (L. Wong) — 19 min 3 s R. Lee (Cheng) — 24 min 11 s Cheng (Yeung) — 38 min Kan (To, Au-Yeung) — 39 min 26 s Cheng (Lui, L. Wong) — 46 min 48 s (SN) Kan (Y. Wong) — 49 min 28 s Chau (Law) — 50 min 36 s (SN) Cheng (R. Lee) — 58 min 15 s (SN) Au-Yeung (Kan) — 59 min 44 s (2 SN) | Arbitrage : Mohamad Yusoff Juges de lignes : Omar Al-Yassi et Tam Weng Leong |
| Al-Sarraf (40 min) Al-Saegh (20 min) | Gardiens         | Cheung                                             | | Arbitrage : Mohamad Yusoff Juges de lignes : Omar Al-Yassi et Tam Weng Leong |
| 28 min                               | Pénalités        | 8 min                                              | | Arbitrage : Mohamad Yusoff Juges de lignes : Omar Al-Yassi et Tam Weng Leong |
| 13                                   | Tirs             | 54                                                 | | Arbitrage : Mohamad Yusoff Juges de lignes : Omar Al-Yassi et Tam Weng Leong |

| 8 novembre 2019 | Taipei chinois | 8-0 (0-0, 5-0, 3-0) | Koweït | TUS Ice and Snow Park 230 spectateurs |

| Feuille de match             | Feuille de match | Feuille de match                | Feuille de match | Feuille de match                                                             |
| ---------------------------- | --- | ------------------------------- | ---------------- | ---------------------------------------------------------------------------- |
|                              | Lu (Yu Sh.) — 22 min 15 s Hsiao Po-yuan (Shen, Hsiao Po-yun) — 28 min 43 s (SN) Shen (Lin H.) — 30 min 25 s (SN) Hsiao Po-yun (Chuang) — 32 min 49 s (IN) Yu Sh. (Lu) — 34 min 16 s (IN) Chang (Lu) — 46 min 15 s Pao (Lin K.) — 52 min 34 s Hsiao Po-yun (Yu Sh., Shen) — 57 min 32 s | 1-0 2-0 3-0 4-0 5-0 6-0 7-0 8-0 |                  | Arbitrage : Lee Joo-hyun Juges de lignes : Tam Weng Leong et Yeung Ting Kwan |
| He (59 min 44 s) Liao (16 s) | Gardiens | Al-Sarraf                       |                  | Arbitrage : Lee Joo-hyun Juges de lignes : Tam Weng Leong et Yeung Ting Kwan |
| 29 min                       | Pénalités | 22 min                          |                  | Arbitrage : Lee Joo-hyun Juges de lignes : Tam Weng Leong et Yeung Ting Kwan |
| 60                           | Tirs | 13                              |                  | Arbitrage : Lee Joo-hyun Juges de lignes : Tam Weng Leong et Yeung Ting Kwan |

| 8 novembre 2019 | Hong Kong | 2-7 (0-3, 1-1, 1-3) | Thaïlande | TUS Ice and Snow Park 255 spectateurs |

| Feuille de match | Feuille de match                                                        | Feuille de match                    | Feuille de match | Feuille de match                                                            |
| ---------------- | ----------------------------------------------------------------------- | ----------------------------------- | --- | --------------------------------------------------------------------------- |
|                  | - Cheng (Y. Wong) — 21 min 8 s - Y. Wong (Au-Yeung, To) — 46 min 38 s - | 0-1 0-2 0-3 1-3 1-4 2-4 2-5 2-6 2-7 | Luckanatinakorn — 7 min 20 s Tengsakul (Kitayama, Nagayama) — 9 min 46 s Thanakroekkiat (Kindborn, Forstner) — 16 min 1 s (SN) - Luckanatinakorn (Forstner, Suwachirat) — 26 min 30 s - Rattanachot (Suwachirat, Kindborn) — 52 min 50 s Kitayama (Nagayama, Chartsuwan) — 58 min 33 s Suwachirat (Tengsakul, Khuhakaew)) — 59 min 20 s | Arbitrage : François Gautier Juges de lignes : Omar Al-Yassi et Attila Nagy |
| Ho King Chi King | Gardiens                                                                | Ungkulpattanasuk                    | | Arbitrage : François Gautier Juges de lignes : Omar Al-Yassi et Attila Nagy |
| 8 min            | Pénalités                                                               | 10 min                              | | Arbitrage : François Gautier Juges de lignes : Omar Al-Yassi et Attila Nagy |
| 30               | Tirs                                                                    | 55                                  | | Arbitrage : François Gautier Juges de lignes : Omar Al-Yassi et Attila Nagy |

| 10 novembre 2019 | Thaïlande | 11-1 (2-0, 4-0, 5-1) | Koweït | TUS Ice and Snow Park 318 spectateurs |

| Feuille de match                        | Feuille de match | Feuille de match                                  | Feuille de match                              | Feuille de match                                                               |
| --------------------------------------- | --- | ------------------------------------------------- | --------------------------------------------- | ------------------------------------------------------------------------------ |
|                                         | Kindborn — 2 min 41 s Sukwiboon (Vattanapanyakul) — 3 min 27 s Forstner (Nagayama, Sukwiboon) — 32 min 6 s (SN) Forstner (Suwachirat, Kindborn) — 33 min 38 s (2 SN) Kindborn (Tengsakul, Vattanapanyakul) — 34 min 4 s (SN) Kitayama (Nagayama) — 34 min 40 s Chartsuwan (Nagayama, Sukwiboon) — 42 min 43 s Kindborn — 44 min 59 s Luckanatinakorn (Tengsakul) — 45 min 45 s - Kitayama (Kindborn, Nagayama) — 57 min 13 s (IN) Phasukkijwatana (Jaradwuttipreeda) — 59 min 39 s | 1-0 2-0 3-0 4-0 5-0 6-0 7-0 8-0 9-0 9-1 10-1 11-1 | - Al-Ajmi (A. Al-Sarraf) — 47 min 44 s (SN) - | Arbitrage : Mohamad Yusoff Juges de lignes : Tam Weng Leong et Yeung Ting Kwan |
| Kaewjeen (40 min) Rungruangwat (20 min) | Gardiens | Al-Sarraf (44 min 59 s) Al-Saegh (15 min 1 s)     |                                               | Arbitrage : Mohamad Yusoff Juges de lignes : Tam Weng Leong et Yeung Ting Kwan |
| 4 min                                   | Pénalités | 24 min                                            |                                               | Arbitrage : Mohamad Yusoff Juges de lignes : Tam Weng Leong et Yeung Ting Kwan |
| 64                                      | Tirs | 9                                                 |                                               | Arbitrage : Mohamad Yusoff Juges de lignes : Tam Weng Leong et Yeung Ting Kwan |

| 10 novembre 2019 | Hong Kong | 5-7 (1-2, 2-2, 2-3) | Taipei chinois | TUS Ice and Snow Park 333 spectateurs |

| Feuille de match | Feuille de match | Feuille de match                                | Feuille de match | Feuille de match                                                        |
| ---------------- | --- | ----------------------------------------------- | --- | ----------------------------------------------------------------------- |
|                  | Chau — 1 min 31 s (IN) - Cheng — 27 min 15 s Lau (A. Wong) — 28 min 32 s Cheng (L. Wong, Lui) — 44 min 33 s R. Lee (Au-Yeung) — 46 min 43 s (SN) - | 1-0 1-1 1-2 1-3 1-4 2-4 3-4 4-4 5-4 5-5 5-6 5-7 | - Lin — 3 min 21 s Lin (Yang) — 7 min 15 s Shen (Hsiao Po-yuan) — 23 min 26 s (IN) Hsiao Po-yun (Tang) — 25 min 47 s - Yang (Hsiao Po-yuan, Shen) — 50 min 4 s (SN) Hsiao Po-yun (Lin, Yang) — 52 min 21 s (SN) Lin — 59 min 2 s (IN + CV) | Arbitrage : Lee Joo-hyun Juges de lignes : Omar Al-Yassi et Attila Nagy |
| Cheung           | Gardiens | Liao (46 min 43 s) He (13 min 17 s)             | | Arbitrage : Lee Joo-hyun Juges de lignes : Omar Al-Yassi et Attila Nagy |
| 14 min           | Pénalités | 12 min                                          | | Arbitrage : Lee Joo-hyun Juges de lignes : Omar Al-Yassi et Attila Nagy |
| 22               | Tirs | 50                                              | | Arbitrage : Lee Joo-hyun Juges de lignes : Omar Al-Yassi et Attila Nagy |

#### Classement
| Clt   | Équipe         | PJ | V | VP | D | DP | BP | BC | Diff | Pts |
| ----- | -------------- | -- | - | -- | - | -- | -- | -- | ---- | --- |
| +001, | Taipei chinois | 3  | 3 | 0  | 0 | 0  | 20 | 8  | +12  | 9   |
| +002, | Thaïlande      | 3  | 2 | 0  | 1 | 0  | 21 | 8  | +13  | 6   |
| +003, | Hong Kong      | 3  | 1 | 0  | 2 | 0  | 19 | 14 | +5   | 3   |
| +004, | Koweït         | 3  | 0 | 0  | 3 | 0  | 1  | 31 | -30  | 0   |

- En gras, qualifié pour le deuxième tour de pré-qualification

## Deuxième tour de pré-qualification

### Groupe K
Le Groupe K a lieu du 12 au 15 décembre 2019 à Brașov en Roumanie.

#### Matchs
| 12 décembre 2019 | Islande | 9-4 (2-0, 2-2, 5-2) | Kirghizistan | Patinoarul Olimpic Brașov 100 spectateurs |

| Feuille de match | Feuille de match | Feuille de match                                    | Feuille de match | Feuille de match                                                        |
| ---------------- | --- | --------------------------------------------------- | --- | ----------------------------------------------------------------------- |
|                  | Björnsson (Árnason) — 1 min 20 s Birgisson (G. Arason, Atlason) — 10 min 55 s Leifsson (Mikaelsson, Sveinsson) — 21 min 31 s - Björnsson (Sigurðsson, Orongan) — 24 min 53 s (SN) - Sigrúnarson (Leifsson) — 48 min 26 s Björnsson (Orongan) — 50 min 8 s (SN) - Björnsson (Jóhannesson, Sigurðsson) — 54 min 29 s (SN) Kristveigarson (Pálsson, Atlason) — 56 min 18 s Sigrúnarson (Þorsteinsson, Leifsson) — 58 min 51 s (SN) - | 1-0 2-0 3-0 3-1 4-1 4-2 5-2 6-2 6-3 7-3 8-3 9-3 9-4 | - Terentyev (Mirbekov) — 22 min 35 s - Tonkikh (Terentyev) — 26 min 30 s - Nichipurenko (Kolodii) — 50 min 57 s - Nichipurenko (Tagaev) — 59 min 41 s | Arbitrage : Tomasz Radzik Juges de lignes : Attila André et Sem Ramírez |
| Hedström         | Gardiens | Petrov (54 min 29 s) Alymbekov (5 min 31 s)         | | Arbitrage : Tomasz Radzik Juges de lignes : Attila André et Sem Ramírez |
| 18 min           | Pénalités | 61 min                                              | | Arbitrage : Tomasz Radzik Juges de lignes : Attila André et Sem Ramírez |
| 46               | Tirs | 26                                                  | | Arbitrage : Tomasz Radzik Juges de lignes : Attila André et Sem Ramírez |

| 12 décembre 2019 | Israël | 0-15 (0-1, 0-4, 0-10) | Roumanie | Patinoarul Olimpic Brașov 300 spectateurs |

| Feuille de match                           | Feuille de match | Feuille de match                                                  | Feuille de match | Feuille de match                                                                     |
| ------------------------------------------ | ---------------- | ----------------------------------------------------------------- | --- | ------------------------------------------------------------------------------------ |
|                                            |                  | 0-1 0-2 0-3 0-4 0-5 0-6 0-7 0-8 0-9 0-10 0-11 0-12 0-13 0-14 0-15 | Trancă (Borysenko, B. Péter) — 4 min 8 s (SN) Butochnov (Salló) — 21 min 43 s (SN) Gajdó (Győrfy, O. Bíró)) — 22 min 41 s Kirichenko (Góga, Borysenko) — 29 min 6 s Salló (Fodor, Butochnov) — 39 min 40 s (SN) Trancă (Borysenko, B. Péter) — 44 min 13 s (SN) Cășăneanu (Gajdó, O. Bíró) — 47 min 36 s Gliga (Góga, Molnár) — 49 min 7 s O. Bíró (Gajdó) — 52 min 33 s Farkas ((Molnár, Gliga) — 54 min 33 s Fodor (Butochnov, Kirichenko) — 55 min 28 s Borysenko (Yemelianenko, Trancă) — 57 min 5 s Borysenko (Trancă, G. Bíró) — 57 min 56 s Butochnov (Salló, Fodor) — 59 min 3 s Cășăneanu (Z. Péter) — 59 min 53 s | Arbitrage : Ramon Sterkens Juges de lignes : Alejandro García et Nicholas Verbruggen |
| Reisinger (53 min 56 s) Sharir (6 min 4 s) | Gardiens         | Töke                                                              | | Arbitrage : Ramon Sterkens Juges de lignes : Alejandro García et Nicholas Verbruggen |
| 24 min                                     | Pénalités        | 6 min                                                             | | Arbitrage : Ramon Sterkens Juges de lignes : Alejandro García et Nicholas Verbruggen |
| 6                                          | Tirs             | 92                                                                | | Arbitrage : Ramon Sterkens Juges de lignes : Alejandro García et Nicholas Verbruggen |

| 13 décembre 2019 | Islande | 5-0 (1-0, 2-0, 2-0) | Israël | Patinoarul Olimpic Brașov 50 spectateurs |

| Feuille de match | Feuille de match | Feuille de match    | Feuille de match | Feuille de match                                                              |
| ---------------- | --- | ------------------- | ---------------- | ----------------------------------------------------------------------------- |
|                  | Racansky (Þorsteinsson, Sveinsson) — 3 min Leifsson (Sigrúnarson, Mikaelsson) — 20 min 58 s (2 SN) Orongan (Racansky, Sigurðsson) — 27 min 58 s Orongan (Björnsson) — 47 min 34 s Björnsson (Pálsson, Árnason) — 53 min 7 s | 1-0 2-0 3-0 4-0 5-0 |                  | Arbitrage : Ramon Sterkens Juges de lignes : Attila André et Alejandro García |
| Ragnarsson       | Gardiens | Reisinger           |                  | Arbitrage : Ramon Sterkens Juges de lignes : Attila André et Alejandro García |
| 6 min            | Pénalités | 14 min              |                  | Arbitrage : Ramon Sterkens Juges de lignes : Attila André et Alejandro García |
| 64               | Tirs | 9                   |                  | Arbitrage : Ramon Sterkens Juges de lignes : Attila André et Alejandro García |

| 13 décembre 2019 | Roumanie | 18-2 (3-0, 7-1, 8-1) | Kirghizistan | Patinoarul Olimpic Brașov 601 spectateurs |

| Feuille de match | Feuille de match | Feuille de match                                                                           | Feuille de match                                                     | Feuille de match                                                             |
| ---------------- | --- | ------------------------------------------------------------------------------------------ | -------------------------------------------------------------------- | ---------------------------------------------------------------------------- |
|                  | Cășăneanu (Győrfy, Z. Péter) — 10 min 4 s (IN) Borysenko (Trancă, B. Péter) — 16 min 47 s (IN) Kirichenko (Butochnov, Fodor) — 18 min 58 s B. Péter (Borysenko, Trancă) — 24 min 8 s Constantin (Góga) — 24 min 22 s Gajdó (O. Bíró) — 25 min 22 s Trancă (B. Péter) — 27 min 22 s Molnár — 31 min 2 s Győrfy (O. Bíró, Z. Péter) — 32 min 51 s (SN) Kirichenko (Fodor) — 34 min 1 s - Gecse (Salló) — 47 min 9 s Molnár (O. Bíró) — 49 min 27 s Kirichenko (Butochnov, Salló) — 51 min 24 s Gliga (Trancă, Góga) — 53 min 12 s Constantin (Gliga, Molnár) — 53 min 41 s Trancă (B. Péter) — 55 min 53 s Fodor (Kirichenko) — 58 min 31 s B. Péter (Trancă, Fodor) — 59 min 55 s | 1-0 2-0 3-0 4-0 5-0 6-0 7-0 8-0 9-0 10-0 10-1 10-2 11-2 12-2 13-2 14-2 15-2 16-2 17-2 18-2 | - Nichipurenko (Kolodii, Tagaev) — 39 min 45 s Titov — 42 min 58 s - | Arbitrage : Jørn McCall Juges de lignes : Sem Ramírez et Nicholas Verbruggen |
| Polc             | Gardiens | Petrov (45 min 22 s) Alymbekov (14 min 38 s)                                               |                                                                      | Arbitrage : Jørn McCall Juges de lignes : Sem Ramírez et Nicholas Verbruggen |
| 6 min            | Pénalités | 10 min                                                                                     |                                                                      | Arbitrage : Jørn McCall Juges de lignes : Sem Ramírez et Nicholas Verbruggen |
| 69               | Tirs | 32                                                                                         |                                                                      | Arbitrage : Jørn McCall Juges de lignes : Sem Ramírez et Nicholas Verbruggen |

| 15 décembre 2019 | Kirghizistan | 4-5 (pr) (3-1, 1-1, 0-2, 0-1) | Israël | Patinoarul Olimpic Brașov 50 spectateurs |

| Feuille de match | Feuille de match | Feuille de match                    | Feuille de match | Feuille de match                                                              |
| ---------------- | --- | ----------------------------------- | --- | ----------------------------------------------------------------------------- |
|                  | - Nosov (Titov, Terentyev) — 7 min 48 s Mirbekov (Kudashev, Gorobets) — 8 min 7 s Nosov (Terentyev, Isamatov) — 19 min 32 s (SN) - Gorobets (Egorov) — 38 min 37 s - | 0-1 1-1 2-1 3-1 3-2 4-2 4-3 4-4 4-5 | Ben Tov (Aharonovich, Greenberg) — 26 s - Ibragimov (Hoffman, Vaitz) — 36 min 52 s (SN) - Sherf (Kaznatcheev) — 56 min 9 s Mostovoy — 58 min 47 s Vaitz — 63 min 30 s | Arbitrage : Jørn McCall Juges de lignes : Attila André et Nicholas Verbruggen |
| Petrov           | Gardiens | Reisinger                           | | Arbitrage : Jørn McCall Juges de lignes : Attila André et Nicholas Verbruggen |
| 8 min            | Pénalités | 10 min                              | | Arbitrage : Jørn McCall Juges de lignes : Attila André et Nicholas Verbruggen |
| 44               | Tirs | 32                                  | | Arbitrage : Jørn McCall Juges de lignes : Attila André et Nicholas Verbruggen |

| 15 décembre 2019 | Roumanie | 10-1 (4-0, 4-0, 2-1) | Islande | Patinoarul Olimpic Brașov 1 200 spectateurs |

| Feuille de match | Feuille de match | Feuille de match                              | Feuille de match                                 | Feuille de match                                                            |
| ---------------- | --- | --------------------------------------------- | ------------------------------------------------ | --------------------------------------------------------------------------- |
|                  | Borysenko (Góga, G. Bíró) — 11 min 11 s Butochnov (Fodor, Gecse) — 16 min 1 s (SN) B. Péter (Borysenko, Góga) — 17 min 32 s B. Péter (Gliga) — 19 min 37 s Molnár (B. Péter, O. Bíró) — 22 min 55 s Góga (Molnár, B. Péter) — 29 min 4 s (SN) Molnár (B. Péter, Polc) — 31 min 18 s (SN) Yemelianenko (G. Bíró, Constantin) — 37 min 33 s (SN) Fodor (Gajdos, Casaneanu) — 45 min 53 s Kirichenko (Fodor, Butochnov) — 51 min 16 s - | 1-0 2-0 3-0 4-0 5-0 6-0 7-0 8-0 9-0 10-0 10-1 | - Birgisson (Kristinsson, Atlason) — 57 min 15 s | Arbitrage : Tomasz Radzik Juges de lignes : Alejandro García et Sem Ramírez |
| Polc             | Gardiens | Hedström                                      |                                                  | Arbitrage : Tomasz Radzik Juges de lignes : Alejandro García et Sem Ramírez |
| 6 min            | Pénalités | 18 min                                        |                                                  | Arbitrage : Tomasz Radzik Juges de lignes : Alejandro García et Sem Ramírez |
| 54               | Tirs | 22                                            |                                                  | Arbitrage : Tomasz Radzik Juges de lignes : Alejandro García et Sem Ramírez |

#### Classement
| Clt   | Équipe       | PJ | V | VP | D | DP | BP | BC | Diff | Pts |
| ----- | ------------ | -- | - | -- | - | -- | -- | -- | ---- | --- |
| +001, | Roumanie     | 3  | 3 | 0  | 0 | 0  | 43 | 3  | +40  | 9   |
| +002, | Islande      | 3  | 2 | 0  | 1 | 0  | 15 | 14 | +1   | 6   |
| +003, | Israël       | 3  | 2 | 0  | 0 | 1  | 5  | 24 | -19  | 2   |
| +004, | Kirghizistan | 3  | 0 | 0  | 2 | 1  | 10 | 32 | -22  | 1   |

- En gras, qualifié pour le troisième tour de pré-qualification

### Groupe L
Le Groupe L a lieu du 12 au 15 décembre 2019 en Espagne.

#### Matchs
| 13 décembre 2019 | Mexique | 1-17 (1-6, 0-5, 0-6) | Pays-Bas | Palau de Gel 103 spectateurs |

| Feuille de match                                   | Feuille de match                             | Feuille de match                                                                | Feuille de match | Feuille de match                                                        |
| -------------------------------------------------- | -------------------------------------------- | ------------------------------------------------------------------------------- | --- | ----------------------------------------------------------------------- |
|                                                    | - Sierra (Pérez, Ar. García) — 11 min 18 s - | 0-1 0-2 0-3 0-4 1-4 1-5 1-6 1-7 1-8 1-9 1-10 1-11 1-12 1-13 1-14 1-15 1-16 1-17 | Bison (van Oorschot) — 46 s Knoop (Smit, van Gestel) — 1 min 3 s Verschuren (Smit, Loginov) — 4 min 3 s de Bonth (van Gestel) — 5 min 41 s - Verkiel (van der Schuit) — 19 min 7 s Verschuren (Smit, Oosterveld) — 19 min 19 s Bison (Stempher) — 27 min 24 s (SN) Stempher (Verschuren, van Oorschot) — 28 min 49 s (SN) Nordemann (van Oorschot) — 36 min 48 s (SN) Turpijn (Oosterveld, Verschuren) — 38 min 24 s van der Schuit (Knoop) — 38 min 36 s Stempher (de Bonth, Loginov) — 47 min (SN) Bison (Knoop) — 50 min 22 s Verschuren (Oosterveld) — 55 min 58 s Smith (de Bonth) — 57 min 11 s Verschuren (Oosterveld) — 58 min 40 s Borgman (den Edel) — 59 min 4 s | Arbitrage : Tilen Pahor Juges de lignes : Csaba Bándi et Carlos Trobajo |
| García del Valle (50 min 22 s) Rivera (9 min 38 s) | Gardiens                                     | Meierdres                                                                       | | Arbitrage : Tilen Pahor Juges de lignes : Csaba Bándi et Carlos Trobajo |
| 18 min                                             | Pénalités                                    | 18 min                                                                          | | Arbitrage : Tilen Pahor Juges de lignes : Csaba Bándi et Carlos Trobajo |
| 7                                                  | Tirs                                         | 88                                                                              | | Arbitrage : Tilen Pahor Juges de lignes : Csaba Bándi et Carlos Trobajo |

| 13 décembre 2019 | Espagne | 11-0 (3-0, 4-0, 4-0) | Taipei chinois | Palau de Gel 103 spectateurs |

| Feuille de match                          | Feuille de match | Feuille de match                              | Feuille de match | Feuille de match                                                        |
| ----------------------------------------- | --- | --------------------------------------------- | ---------------- | ----------------------------------------------------------------------- |
|                                           | Hernández (Baldris, Ubieto) — 2 min 41 s Carbonell (Ubieto, Burgos) — 12 min 38 s Fuentes (Hernández) — 13 min 51 s Baldris (Fernández-Pola, Martínez) — 26 min 46 s Burgos (Paul) — 27 min 47 s Martínez (A. García) — 29 min 41 s Ós. Rubio (Martínez) — 29 min 48 s Boronat (Donath, Baldris) — 50 min 5 s Donath (Fuentes, A. García) — 53 min 25 s Or. Rubio — 55 min 33 s Lasuen (Ubieto) — 56 min 41 s | 1-0 2-0 3-0 4-0 5-0 6-0 7-0 8-0 9-0 10-0 11-0 |                  | Arbitrage : Gergely Kincses Juges de lignes : Knut Bråten et Gil Tichon |
| Alcaine (30 min 31 s) Barbo (29 min 29 s) | Gardiens | Liao (50 min 5 s) He (9 min 55 s)             |                  | Arbitrage : Gergely Kincses Juges de lignes : Knut Bråten et Gil Tichon |
| 2 min                                     | Pénalités | 2 min                                         |                  | Arbitrage : Gergely Kincses Juges de lignes : Knut Bråten et Gil Tichon |
| 65                                        | Tirs | 8                                             |                  | Arbitrage : Gergely Kincses Juges de lignes : Knut Bråten et Gil Tichon |

| 14 décembre 2019 | Pays-Bas | 14-1 (4-1, 7-0, 3-0) | Taipei chinois | Palau de Gel 433 spectateurs |

| Feuille de match | Feuille de match | Feuille de match                                                 | Feuille de match                     | Feuille de match                                                        |
| ---------------- | --- | ---------------------------------------------------------------- | ------------------------------------ | ----------------------------------------------------------------------- |
|                  | Verschuren (van der Schuit, Loginov) — 1 min 54 s (SN) - Bison (Loginov) — 4 min 48 s Verschuren (Turpijn) — 5 min 33 s van Gorp (de Bonth) — 5 min 40 s Stempher (Bison) — 21 min 27 s Verkiel (Oosterveld) — 22 min 4 s Stempher (Bison) — 27 min 38 s Oosteerveld (Verschuren, Turpijn) — 29 min 23 s Stempher (Verkiel) — 32 min 46 s (IN) Verschuren (van der Schuit) — 33 min 2 s (IN) Oosterveld (Verschuren, Turpijn) — 37 min 9 s Stempher (van der Schuit) — 40 min 54 s Stempher (Verkiel) — 45 min 8 s van der Schuit (Stempher) — 53 min 32 s | 1-0 1-1 2-1 3-1 4-1 5-1 6-1 7-1 8-1 9-1 10-1 11-1 12-1 13-1 14-1 | - Hsiao Po-yun (Shen) — 4 min 10 s - | Arbitrage : Tilen Pahor Juges de lignes : Knut Bråten et Carlos Trobajo |
| Oosterwijk       | Gardiens | He (27 min 38 s) Liao (32 min 22 s)                              |                                      | Arbitrage : Tilen Pahor Juges de lignes : Knut Bråten et Carlos Trobajo |
| 8 min            | Pénalités | 2 min                                                            |                                      | Arbitrage : Tilen Pahor Juges de lignes : Knut Bråten et Carlos Trobajo |
| 60               | Tirs | 11                                                               |                                      | Arbitrage : Tilen Pahor Juges de lignes : Knut Bråten et Carlos Trobajo |

| 14 décembre 2019 | Espagne | 15-1 (4-1, 4-0, 7-0) | Mexique | Palau de Gel 612 spectateurs |

| Feuille de match                         | Feuille de match | Feuille de match                                                      | Feuille de match                             | Feuille de match                                                   |
| ---------------------------------------- | --- | --------------------------------------------------------------------- | -------------------------------------------- | ------------------------------------------------------------------ |
|                                          | Hernández (A. García, Burgos) — 14 min 33 s (SN) - Lasuen — 17 min 19 s Boronat (Baldris, Bravo) — 17 min 56 s (SN) Hernández (Lasuen, García-Zarandieta) — 19 min 27 s A. García (Carbonell) — 24 min 42 s Martínez (Ós. Rubio) — 32 min 30 s Donath (Fuentes, A. García) — 35 min 36 s Or. Rubio (A. García, Donath) — 38 min 22 s (SN) Granell (Boronat, A. García) — 41 min 20 s Donath (Burgos) — 43 min 35 s A. García (Ós. Rubio) — 55 min 34 s Fuentes (Boronat) — 57 min 15 s Ós. Rubio (Fernández-Pola) — 57 min 36 s Hernández (Granell, Donath) — 59 min 2 s Ós. Rubio (Martínez) — 59 min 38 s | 1-0 1-1 2-1 3-1 4-1 5-1 6-1 7-1 8-1 9-1 10-1 11-1 12-1 13-1 14-1 15-1 | - Sierra (Ar. García, Pérez) — 15 min 20 s - | Arbitrage : Stian Halm Juges de lignes : Csaba Bándi et Gil Tichon |
| Barbo (34 min 42 s) García (25 min 18 s) | Gardiens | García del Valle (55 min 59 s) Rivera (4 min 1 s)                     |                                              | Arbitrage : Stian Halm Juges de lignes : Csaba Bándi et Gil Tichon |
| 37 min                                   | Pénalités | 22 min                                                                |                                              | Arbitrage : Stian Halm Juges de lignes : Csaba Bándi et Gil Tichon |
| 85                                       | Tirs | 12                                                                    |                                              | Arbitrage : Stian Halm Juges de lignes : Csaba Bándi et Gil Tichon |

| 15 décembre 2019 | Taipei chinois | 7-1 (3-0, 3-0, 1-1) | Mexique | Palau de Gel 210 spectateurs |

| Feuille de match | Feuille de match | Feuille de match                | Feuille de match                | Feuille de match                                                      |
| ---------------- | --- | ------------------------------- | ------------------------------- | --------------------------------------------------------------------- |
|                  | Pan (Sang, Lin H.) — 10 min 35 s Lin H. (Hsiao Po-yun, Shen) — 14 min (SN) Lin H. (Shen, Hsiao Po-yun) — 19 min 19 s (SN) Hsiao Po-yun (Hsiao Po-yuan, Lin H.) — 27 min 31 s (SN) Yang (Lin H.) — 30 min 13 s Hsiao Po-yun (Chang) — 31 min 1 s - Lin H. — 53 min 45 s | 1-0 2-0 3-0 4-0 5-0 6-0 6-1 7-1 | - Sierra (Pérez) — 47 min 8 s - | Arbitrage : Stian Halm Juges de lignes : Gil Tichon et Carlos Trobajo |
| Liao             | Gardiens | García del Valle                |                                 | Arbitrage : Stian Halm Juges de lignes : Gil Tichon et Carlos Trobajo |
| 6 min            | Pénalités | 16 min                          |                                 | Arbitrage : Stian Halm Juges de lignes : Gil Tichon et Carlos Trobajo |
| 34               | Tirs | 23                              |                                 | Arbitrage : Stian Halm Juges de lignes : Gil Tichon et Carlos Trobajo |

| 8 janvier 2020 | Pays-Bas | 5-3 (1-1, 2-2, 2-0) | Espagne | Palau de Gel 274 spectateurs |

| Feuille de match | Feuille de match | Feuille de match                | Feuille de match | Feuille de match                                                         |
| ---------------- | --- | ------------------------------- | --- | ------------------------------------------------------------------------ |
|                  | Bison (Vogelaar, Stempher) — 3 min 13 s - de Hondt (Bison, Stempher) — 23 min 26 s de Bonth (van der Schuit, Bastings) — 29 min 4 s - van der Schuit (de Bonth) — 43 min 55 s Stempher (de Hondt) — 59 min 43 s (CV) | 1-0 1-1 1-2 2-2 3-2 3-3 4-3 5-3 | - Or. Rubio (Ubieto, González) — 10 min 46 s Fernández-Pola (Granell) — 23 min 9 s - Or. Rubio (Granell, Giménez) — 34 min 13 s (SN) - | Arbitrage : Gergely Kincses Juges de lignes : Csaba Bándi et Knut Bråten |
| Meierdres        | Gardiens | Alcaine                         | | Arbitrage : Gergely Kincses Juges de lignes : Csaba Bándi et Knut Bråten |
| 6 min            | Pénalités | 2 min                           | | Arbitrage : Gergely Kincses Juges de lignes : Csaba Bándi et Knut Bråten |
| 37               | Tirs | 17                              | | Arbitrage : Gergely Kincses Juges de lignes : Csaba Bándi et Knut Bråten |

#### Classement
| Clt   | Équipe         | PJ | V | VP | D | DP | BP | BC | Diff | Pts |
| ----- | -------------- | -- | - | -- | - | -- | -- | -- | ---- | --- |
| +001, | Pays-Bas       | 3  | 3 | 0  | 0 | 0  | 36 | 5  | +31  | 9   |
| +002, | Espagne        | 3  | 2 | 0  | 1 | 0  | 29 | 6  | +23  | 6   |
| +003, | Taipei chinois | 3  | 1 | 0  | 2 | 0  | 8  | 26 | -18  | 3   |
| +004, | Mexique        | 3  | 0 | 0  | 3 | 0  | 3  | 39 | -36  | 0   |

- En gras, qualifié pour le troisième tour de pré-qualification

### Groupe M
Le Groupe M a lieu du 12 au 15 décembre 2019 en Croatie.

#### Matches
| 13 décembre 2019 | Serbie | 8-3 (6-0, 1-3, 1-0) | Turquie | Zibel Arena 106 spectateurs |

| Feuille de match | Feuille de match | Feuille de match                            | Feuille de match                                                                                    | Feuille de match                                                          |
| ---------------- | --- | ------------------------------------------- | --------------------------------------------------------------------------------------------------- | ------------------------------------------------------------------------- |
|                  | Podunavac (Anić, Vučurević) — 28 s Zwick (Popović, Dragović) — 1 min 47 s Mitrović (Čengeri, Podunavac) — 2 min 14 s Đumić — 13 min 14 s Marković (Zwick) — 16 min 3 s Vučurević (Pajić, Podunavac) — 17 min 32 s - Španjević (Mitrović) — 32 min 16 s - Đumić (Anić, Vučurević) — 51 min 22 s (SN) | 1–0 2–0 3–0 4–0 5–0 6–0 6–1 7–1 7–2 7–3 8–3 | - Bakal (Aktürk, Halil) — 27 min 56 s - Solak (Gümüş) — 34 min 32 s Hars (E. Faner) — 39 min 51 s - | Arbitrage : Miha Bajt Juges de lignes : Martin Boyadjiev et Marko Saković |
| Mitić            | Gardiens | Bozacı                                      | | Arbitrage : Miha Bajt Juges de lignes : Martin Boyadjiev et Marko Saković |
| 10 min           | Pénalités | 12 min                                      | | Arbitrage : Miha Bajt Juges de lignes : Martin Boyadjiev et Marko Saković |
| 36               | Tirs | 14                                          | | Arbitrage : Miha Bajt Juges de lignes : Martin Boyadjiev et Marko Saković |

| 13 décembre 2019 | Bulgarie | 1-12 (0-3, 0-2, 1-7) | Croatie | Zibel Arena 289 spectateurs |

| Feuille de match                           | Feuille de match              | Feuille de match                                        | Feuille de match | Feuille de match                                                                 |
| ------------------------------------------ | ----------------------------- | ------------------------------------------------------- | --- | -------------------------------------------------------------------------------- |
|                                            | - Gastev (Nakov) — 59 min 8 s | 0-1 0-2 0-3 0-4 0-5 0-6 0-7 0-8 0-9 0-10 0-11 0-12 1-12 | Kaleb (Vedlin) — 3 min 16 s Čizmadija (Šakić) — 8 min 59 s Kanaet (Šakić) — 18 min 15 s (IN) Mirić (F. Jarčov, Kegalj) — 36 min 48 s Puzić (Kanaet, Paulović) — 37 min 14 s Kanaet (Mirić) — 41 min 42 s (IN) Fičur — 47 min 7 s L. Jarčov (Šakić, Tadić) — 47 min 39 s (2 SN) Mikulić — 50 min 52 s (IN) L. Jarčov (Šakić) — 53 min 19 s (SN) Kaleb (Brenčun, Mikulić) — 55 min 22 s (SN) L. Jarčov — 58 min 3 s - | Arbitrage : Krzysztof Kozłowski Juges de lignes : Tibor Fazekas et Daniel Sparer |
| Dimitrov (58 min 3 s) Stoynov (1 min 57 s) | Gardiens                      | Rosandić                                                | | Arbitrage : Krzysztof Kozłowski Juges de lignes : Tibor Fazekas et Daniel Sparer |
| 34 min                                     | Pénalités                     | 12 min                                                  | | Arbitrage : Krzysztof Kozłowski Juges de lignes : Tibor Fazekas et Daniel Sparer |
| 14                                         | Tirs                          | 62                                                      | | Arbitrage : Krzysztof Kozłowski Juges de lignes : Tibor Fazekas et Daniel Sparer |

| 14 décembre 2019 | Serbie | 7-0 (1-0, 4-0, 2-0) | Bulgarie | Zibel Arena 80 spectateurs |

| Feuille de match | Feuille de match | Feuille de match                            | Feuille de match | Feuille de match                                                             |
| ---------------- | --- | ------------------------------------------- | ---------------- | ---------------------------------------------------------------------------- |
|                  | Grković (Čengeri, Podunavac) — 9 min 28 s Popović (Leštarić) — 22 min 4 s (SN) Bjelogrlić (Radosavljević, Anić) — 26 min 54 s Anić (Novaković, Leštarić) — 33 min 53 s Bjelogrlić — 35 min 4 s (SN) Bjelogrlić (Pajić) — 46 min 23 s Bjelogrlić (Podunavac) — 51 min 9 s | 1-0 2-0 3-0 4-0 5-0 6-0 7-0                 |                  | Arbitrage : Vladimír Snášel Juges de lignes : Marko Saković et Daniel Sparer |
| Ranković         | Gardiens | Dimitrov (35 min 4 s) Stoynov (24 min 56 s) |                  | Arbitrage : Vladimír Snášel Juges de lignes : Marko Saković et Daniel Sparer |
| 18 min           | Pénalités | 18 min                                      |                  | Arbitrage : Vladimír Snášel Juges de lignes : Marko Saković et Daniel Sparer |
| 54               | Tirs | 7                                           |                  | Arbitrage : Vladimír Snášel Juges de lignes : Marko Saković et Daniel Sparer |

| 14 décembre 2019 | Croatie | 10-2 (2-1, 4-0, 4-1) | Turquie | Zibel Arena 380 spectateurs |

| Feuille de match | Feuille de match | Feuille de match                                 | Feuille de match                                                  | Feuille de match                                                                    |
| ---------------- | --- | ------------------------------------------------ | ----------------------------------------------------------------- | ----------------------------------------------------------------------------------- |
|                  | Čizmadija (Brenčun) — 5 min 55 s Čunko (Šakić, Tadić) — 12 min 33 s (SN) - Mikulić (Čizmadija, Kaleb) — 21 min 27 s Puzić (Čunko, Šakić) — 25 min 5 s Mirić (Fičur) — 26 min 30 s Kramarič (Paulović, Čanić) — 38 min 14 s Vedlin (Kegalj) — 41 min 37 s (SN) - Šakić (Tadić) — 51 min 42 s Srketić (L. Jarčov, Čunko) — 56 min 38 s (SN) Ličina (Paulović) — 58 min 58 s | 1-0 2-0 2-1 3-1 4-1 5-1 6-1 7-1 7-2 8-2 9-2 10-2 | - Gümüş (Halil) — 19 min 9 s (SN) - Bakal (Savaş) — 44 min 34 s - | Arbitrage : Krzysztof Kozłowski Juges de lignes : Martin Boyadjiev et Tibor Fazekas |
| Štimac-Rojtinić  | Gardiens | Bozacı (40 min) Kaya (20 min)                    |                                                                   | Arbitrage : Krzysztof Kozłowski Juges de lignes : Martin Boyadjiev et Tibor Fazekas |
| 18 min           | Pénalités | 22 min                                           |                                                                   | Arbitrage : Krzysztof Kozłowski Juges de lignes : Martin Boyadjiev et Tibor Fazekas |
| 38               | Tirs | 8                                                |                                                                   | Arbitrage : Krzysztof Kozłowski Juges de lignes : Martin Boyadjiev et Tibor Fazekas |

| 15 décembre 2019 | Turquie | 4-1 (1-0, 3-1, 0-0) | Bulgarie | Zibel Arena 50 spectateurs |

| Feuille de match | Feuille de match | Feuille de match    | Feuille de match                     | Feuille de match                                                       |
| ---------------- | --- | ------------------- | ------------------------------------ | ---------------------------------------------------------------------- |
|                  | Karş (Hars, F. Faner) — 19 min 9 s Anlar (H. Salt, E. Faner) — 25 min 25 s (SN) Anlar (K. Salt) — 35 min 29 s - Solak (H. Salt) — 37 min 53 s (SN) | 1-0 2-0 3-0 3-1 4-1 | - T. Abdi (V. Dikov) — 35 min 58 s - | Arbitrage : Miha Bajt Juges de lignes : Tibor Fazekas et Marko Saković |
| Bozacı           | Gardiens | Dimitrov            |                                      | Arbitrage : Miha Bajt Juges de lignes : Tibor Fazekas et Marko Saković |
| 12 min           | Pénalités | 102 min             |                                      | Arbitrage : Miha Bajt Juges de lignes : Tibor Fazekas et Marko Saković |
| 45               | Tirs | 19                  |                                      | Arbitrage : Miha Bajt Juges de lignes : Tibor Fazekas et Marko Saković |

| 15 décembre 2019 | Croatie | 2-1 (1-0, 0-1, 1-0) | Serbie | Zibel Arena 989 spectateurs |

| Feuille de match | Feuille de match                                          | Feuille de match | Feuille de match               | Feuille de match                                                                |
| ---------------- | --------------------------------------------------------- | ---------------- | ------------------------------ | ------------------------------------------------------------------------------- |
|                  | Mirić (Kaleb) — 6 min 9 s - Mikulić (Čanić) — 57 min 35 s | 1-0 1-1 2-1      | - Đumić (Anić) — 39 min 12 s - | Arbitrage : Vladimír Snášel Juges de lignes : Martin Boyadjiev et Daniel Sparer |
| Rosandić         | Gardiens                                                  | Ranković         |                                | Arbitrage : Vladimír Snášel Juges de lignes : Martin Boyadjiev et Daniel Sparer |
| 26 min           | Pénalités                                                 | 28 min           |                                | Arbitrage : Vladimír Snášel Juges de lignes : Martin Boyadjiev et Daniel Sparer |
| 31               | Tirs                                                      | 29               |                                | Arbitrage : Vladimír Snášel Juges de lignes : Martin Boyadjiev et Daniel Sparer |

#### Classement
| Clt   | Équipe   | PJ | V | VP | D | DP | BP | BC | Diff | Pts |
| ----- | -------- | -- | - | -- | - | -- | -- | -- | ---- | --- |
| +001, | Croatie  | 3  | 3 | 0  | 0 | 0  | 24 | 4  | +20  | 9   |
| +002, | Serbie   | 3  | 2 | 0  | 1 | 0  | 16 | 5  | +11  | 6   |
| +003, | Turquie  | 3  | 1 | 0  | 2 | 0  | 9  | 19 | -10  | 3   |
| +004, | Bulgarie | 3  | 0 | 0  | 3 | 0  | 2  | 23 | -21  | 0   |

- En gras, qualifié pour le troisième tour de pré-qualification

## Troisième tour de pré-qualification

### Groupe G
Le Groupe G a lieu du 6 au 9 février 2020 à Jesenice en Slovénie.

#### Matchs
| 6 février 2020 | Japon | 9-0 (4-0, 2-0, 3-0) | Croatie | Dvorana Podmežakla 100 spectateurs |

| Feuille de match                    | Feuille de match | Feuille de match                    | Feuille de match | Feuille de match                                                                                   |
| ----------------------------------- | --- | ----------------------------------- | ---------------- | -------------------------------------------------------------------------------------------------- |
|                                     | Echigo (Nakajima, Osawa) — 5 min 53 s (SN) Yamada (Kawai, Terao) — 6 min 42 s Takagi (Ueno, Osawa) — 9 min 54 s Osawa (Echigo, Nakajima) — 15 min 7 s (SN) Irikura (Ikeda) — 20 min 46 s Hirano (Nakajima, Echigo) — 29 min 42 s Sato (Furuhashi, Ikeda) — 44 min 40 s (SN) Hashimoto (Nakajima, Hirano) — 48 min 56 s Hirano (Nakajima, Y. Otsu) — 56 min 36 s | 1–0 2–0 3–0 4–0 5–0 6–0 7–0 8–0 9–0 |                  | Arbitrage : Andris Ansons et Lasse Kopitz Juges de lignes : Nicolas Constantineau et Matjaž Hribar |
| Fukufuji (40 min) Narisawa (20 min) | Gardiens | Štimac-Rojtinić                     |                  | Arbitrage : Andris Ansons et Lasse Kopitz Juges de lignes : Nicolas Constantineau et Matjaž Hribar |
| 6 min                               | Pénalités | 6 min                               |                  | Arbitrage : Andris Ansons et Lasse Kopitz Juges de lignes : Nicolas Constantineau et Matjaž Hribar |
| 56                                  | Tirs | 15                                  |                  | Arbitrage : Andris Ansons et Lasse Kopitz Juges de lignes : Nicolas Constantineau et Matjaž Hribar |

| 6 février 2020 | Lituanie | 2-12 (0-4, 1-3, 1-5) | Slovénie | Dvorana Podmežakla 500 spectateurs |

| Feuille de match                  | Feuille de match                                                                | Feuille de match                                            | Feuille de match | Feuille de match                                                                            |
| --------------------------------- | ------------------------------------------------------------------------------- | ----------------------------------------------------------- | --- | ------------------------------------------------------------------------------------------- |
|                                   | Verenis (Bosas) — 39 min 53 s (SN) Krakauskas (Žukauskas, Misiuk) — 59 min 59 s | 0–1 0–2 0–3 0–4 0–5 0–6 0–7 1–7 1–8 1–9 1–10 1–11 1–12 2–12 | Koblar (Pretnar) — 2 min 32 s Zajc (Ograjenšek, Čepon) — 4 min 1 s Koblar (Čimžar, Pretnar) — 10 min 53 s Urbas (Kuralt) — 12 min 46 s Ograjenšek (Urbas, Gregorc) — 21 min 5 s (SN) Jeglič (Čimžar, Repe) — 29 min 31 s Verlič — 36 min 14 s Gregorc (Kalan) — 43 min 31 s Sabolič (Jeglič, Tičar) — 46 min 2 s Verlič (Urbas, Čepon) — 47 min 52 s Jeglič (Tičar, Sabolič) — 52 min 19 s Koblar (Kalan, Pavlin) — 53 min 47 s | Arbitrage : Joris Müller et Trpimir Piragić Juges de lignes : Håvar Dahl et Mikhaïl Stoupak |
| Lubys (40 min) Pavliukov (20 min) | Gardiens                                                                        | Krošelj                                                     | | Arbitrage : Joris Müller et Trpimir Piragić Juges de lignes : Håvar Dahl et Mikhaïl Stoupak |
| 10 min                            | Pénalités                                                                       | 8 min                                                       | | Arbitrage : Joris Müller et Trpimir Piragić Juges de lignes : Håvar Dahl et Mikhaïl Stoupak |
| 9                                 | Tirs                                                                            | 61                                                          | | Arbitrage : Joris Müller et Trpimir Piragić Juges de lignes : Håvar Dahl et Mikhaïl Stoupak |

| 7 février 2020 | Japon | 4-0 (4-0, 0-0, 0-0) | Lituanie | Dvorana Podmežakla 150 spectateurs |

| Feuille de match | Feuille de match | Feuille de match | Feuille de match | Feuille de match                                                                                   |
| ---------------- | --- | ---------------- | ---------------- | -------------------------------------------------------------------------------------------------- |
|                  | Terao (Takahashi, Yanadori) — 2 min 4 s Echigo (Hirano, Hashimoto) — 5 min 37 s (2 SN) Sato (Furuhashi, Takagi) — 14 min 4 s (SN) Takahashi (Terao) — 17 min 16 s | 1–0 2–0 3–0 4–0  |                  | Arbitrage : Geoffrey Barcelo et Trpimir Piragić Juges de lignes : Dominik Altmann et Matjaž Hribar |
| Narisawa         | Gardiens | Lubys            |                  | Arbitrage : Geoffrey Barcelo et Trpimir Piragić Juges de lignes : Dominik Altmann et Matjaž Hribar |
| 26 min           | Pénalités | 10 min           |                  | Arbitrage : Geoffrey Barcelo et Trpimir Piragić Juges de lignes : Dominik Altmann et Matjaž Hribar |
| 27               | Tirs | 24               |                  | Arbitrage : Geoffrey Barcelo et Trpimir Piragić Juges de lignes : Dominik Altmann et Matjaž Hribar |

| 7 février 2020 | Slovénie | 7-0 (1-0, 4-0, 2-0) | Croatie | Dvorana Podmežakla 900 spectateurs |

| Feuille de match | Feuille de match | Feuille de match            | Feuille de match | Feuille de match                                                                                    |
| ---------------- | --- | --------------------------- | ---------------- | --------------------------------------------------------------------------------------------------- |
|                  | Tičar (Sabolič) — 16 min 15 s (SN) Urbas (Gregorc, Ograjenšek) — 23 min 40 s (SN) Tičar (Pretnar, Sabolič) — 36 min 5 s (SN) Kuralt (Gregorc, Urbas) — 37 min 57 s (SN) Zajc (Logar, Čepon) — 38 min 26 s Verlič (Koren) — 51 min 22 s Kalan (Pretnar, Čepon) — 59 min 54 s | 1–0 2–0 3–0 4–0 5–0 6–0 7–0 |                  | Arbitrage : Lasse Kopitz et Joris Müller Juges de lignes : Nicolas Constantineau et Mikhaïl Stoupak |
| Pintarič         | Gardiens | Nikolić                     |                  | Arbitrage : Lasse Kopitz et Joris Müller Juges de lignes : Nicolas Constantineau et Mikhaïl Stoupak |
| 6 min            | Pénalités | 12 min                      |                  | Arbitrage : Lasse Kopitz et Joris Müller Juges de lignes : Nicolas Constantineau et Mikhaïl Stoupak |
| 67               | Tirs | 4                           |                  | Arbitrage : Lasse Kopitz et Joris Müller Juges de lignes : Nicolas Constantineau et Mikhaïl Stoupak |

| 9 février 2020 | Croatie | 1-3 (0-2, 0-0, 1-1) | Lituanie | Dvorana Podmežakla 150 spectateurs |

| Feuille de match | Feuille de match                   | Feuille de match | Feuille de match                                                                                       | Feuille de match                                                                                  |
| ---------------- | ---------------------------------- | ---------------- | --- | ------------------------------------------------------------------------------------------------- |
|                  | Tadić (Šakić, Čanić) — 52 min 27 s | 0–1 0–2 1–2 1–3  | Bosas (Verenis, Bendžius) — 5 min 54 s (SN) Čižas (Bosas) — 14 min 48 s Rumševičius — 59 min 57 s (CV) | Arbitrage : Geoffrey Barcelo et Joris Müller Juges de lignes : Dominik Altmann et Mikhaïl Stoupak |
| Nikolić          | Gardiens                           | Lubys            | | Arbitrage : Geoffrey Barcelo et Joris Müller Juges de lignes : Dominik Altmann et Mikhaïl Stoupak |
| 12 min           | Pénalités                          | 6 min            | | Arbitrage : Geoffrey Barcelo et Joris Müller Juges de lignes : Dominik Altmann et Mikhaïl Stoupak |
| 22               | Tirs                               | 33               | | Arbitrage : Geoffrey Barcelo et Joris Müller Juges de lignes : Dominik Altmann et Mikhaïl Stoupak |

| 9 février 2020 | Slovénie | 6-2 (0-1, 1-0, 5-1) | Japon | Dvorana Podmežakla 1 700 spectateurs |

| Feuille de match | Feuille de match | Feuille de match                | Feuille de match                                                     | Feuille de match                                                                                |
| ---------------- | --- | ------------------------------- | -------------------------------------------------------------------- | ----------------------------------------------------------------------------------------------- |
|                  | Urbas (Ograjenšek) — 25 min 43 s (SN) Ograjenšek (Gregorc, Verlič) — 45 min 19 s (SN) Sabolič (Repe) — 46 min 47 s Tičar (Sabolič) — 57 min 23 s (CV) Tičar (Jeglič) — 58 min 57 s (CV) Zajc (Čepon) — 59 min 26 s | 0–1 1–1 2–1 3–1 4–1 4–2 5–2 6–2 | Nakajima (Hashimoto, Hirano) — 8 min 2 s Nakajima — 58 min 30 s (SN) | Arbitrage : Andris Ansons et Lasse Kopitz Juges de lignes : Nicolas Constantineau et Håvar Dahl |
| Krošelj          | Gardiens | Fukufuji                        |                                                                      | Arbitrage : Andris Ansons et Lasse Kopitz Juges de lignes : Nicolas Constantineau et Håvar Dahl |
| 20 min           | Pénalités | 10 min                          |                                                                      | Arbitrage : Andris Ansons et Lasse Kopitz Juges de lignes : Nicolas Constantineau et Håvar Dahl |
| 38               | Tirs | 13                              |                                                                      | Arbitrage : Andris Ansons et Lasse Kopitz Juges de lignes : Nicolas Constantineau et Håvar Dahl |

#### Classement
| Clt   | Équipe   | PJ | V | VP | D | DP | BP | BC | Diff | Pts |
| ----- | -------- | -- | - | -- | - | -- | -- | -- | ---- | --- |
| +001, | Slovénie | 3  | 3 | 0  | 0 | 0  | 25 | 4  | +21  | 9   |
| +002, | Japon    | 3  | 2 | 0  | 1 | 0  | 15 | 6  | +9   | 6   |
| +003, | Lituanie | 3  | 1 | 0  | 2 | 0  | 5  | 17 | -12  | 3   |
| +004, | Croatie  | 3  | 0 | 0  | 3 | 0  | 1  | 19 | -18  | 0   |

- En gras, qualifié pour le tour de qualification

### Groupe H
Le Groupe H a lieu du 6 au 9 février 2020 à Noursoultan au Kazakhstan.

#### Matchs
| 6 février 2020 | Pologne | 8-0 (3-0, 4-0, 1-0) | Pays-Bas | Barys Arena 228 spectateurs |

| Feuille de match                | Feuille de match | Feuille de match                                 | Feuille de match | Feuille de match                                                                                  |
| ------------------------------- | --- | ------------------------------------------------ | ---------------- | ------------------------------------------------------------------------------------------------- |
|                                 | Kostek (Kapica) — 2 min 58 s (SN) Chmielewski (Kolusz, Paś) — 7 min 58 s (SN) Urbanowicz (Chmielewski) — 13 min 9 s (SN) Paś (Dziubiński, Kolusz) — 24 min 11 s (SN) Wajda (Urbanowicz, Chmielewski) — 26 min 23 s Jaśkiewicz (Przygodzki, Michałowski) — 26 min 55 s Jaśkiewicz — 35 min 55 s Komorski (Kostek) — 49 min 11 s | 1–0 2–0 3–0 4–0 5–0 6–0 7–0 8–0                  |                  | Arbitrage : Pavel Halas Jr. et Miroslav Iarets Juges de lignes : Martin Boyajiev et Andrew Dalton |
| Murray (40 min) Kieler (19 min) | Gardiens | Meierdres (26 min 23 s) Oosterwijk (33 min 37 s) |                  | Arbitrage : Pavel Halas Jr. et Miroslav Iarets Juges de lignes : Martin Boyajiev et Andrew Dalton |
| 6 min                           | Pénalités | 14 min                                           |                  | Arbitrage : Pavel Halas Jr. et Miroslav Iarets Juges de lignes : Martin Boyajiev et Andrew Dalton |
| 51                              | Tirs | 6                                                |                  | Arbitrage : Pavel Halas Jr. et Miroslav Iarets Juges de lignes : Martin Boyajiev et Andrew Dalton |

| 6 février 2020 | Ukraine | 1-8 (1-5, 0-2, 0-1) | Kazakhstan | Barys Arena 3 584 spectateurs |

| Feuille de match                              | Feuille de match                              | Feuille de match                    | Feuille de match | Feuille de match                                                                         |
| --------------------------------------------- | --------------------------------------------- | ----------------------------------- | --- | ---------------------------------------------------------------------------------------- |
|                                               | - Babinets (Butsenko, Blagoy) — 14 min 56 s - | 0–1 0–2 0–3 0–4 1–4 1–5 1–6 1–7 1–8 | Shevchenko (Maklyukov, Akolzin) — 3 min 43 s Petukhov (Orekhov) — 7 min 35 s Metalnikov (Dietz, Shestakov) — 8 min 27 s Startchenko (Valk, Mikhailis) — 12 min 58 s - Zhailauov (Dietz) — 17 min 39 s Dietz (Shestakov) — 32 min 56 s Shestakov (Dietz) — 34 min 40 s Orekhov (Zhailauov) — 51 min 6 s | Arbitrage : Miklós Haszonits et Adam Kika Juges de lignes : Paweł Kosidło et Dániel Soós |
| Kucher (28 min 27 s) Hordiushin (31 min 33 s) | Gardiens                                      | Karlsson                            | | Arbitrage : Miklós Haszonits et Adam Kika Juges de lignes : Paweł Kosidło et Dániel Soós |
| 4 min                                         | Pénalités                                     | 2 min                               | | Arbitrage : Miklós Haszonits et Adam Kika Juges de lignes : Paweł Kosidło et Dániel Soós |
| 13                                            | Tirs                                          | 60                                  | | Arbitrage : Miklós Haszonits et Adam Kika Juges de lignes : Paweł Kosidło et Dániel Soós |

| 7 février 2020 | Pologne | 6-1 (1-1, 2-0, 3-0) | Ukraine | Barys Arena 242 spectateurs |

| Feuille de match | Feuille de match | Feuille de match                              | Feuille de match                            | Feuille de match                                                                              |
| ---------------- | --- | --------------------------------------------- | ------------------------------------------- | --------------------------------------------------------------------------------------------- |
|                  | Starzyński (Dziubiński) — 19 min 34 s - Przygodzki (Wajda, Marzec) — 27 min 19 s Marzec — 35 min 55 s (IN) Kolusz — 40 min 44 s (SN) Kapica (Ciura, Bettahar) — 52 min 16 s Komorski — 55 min 11 s | 0–1 1–1 2–1 3–1 4–1 5–1 6–1                   | - Taran (Alexyuk, Butsenko) — 15 min 45 s - | Arbitrage : Adam Kika et Gordon Schukies Juges de lignes : Andrew Dalton et Andreas Malmqvist |
| Murray           | Gardiens | Kucher (40 min 44 s) Hordiushin (19 min 16 s) |                                             | Arbitrage : Adam Kika et Gordon Schukies Juges de lignes : Andrew Dalton et Andreas Malmqvist |
| 14 min           | Pénalités | 12 min                                        |                                             | Arbitrage : Adam Kika et Gordon Schukies Juges de lignes : Andrew Dalton et Andreas Malmqvist |
| 40               | Tirs | 18                                            |                                             | Arbitrage : Adam Kika et Gordon Schukies Juges de lignes : Andrew Dalton et Andreas Malmqvist |

| 7 février 2020 | Kazakhstan | 7-1 (3-0, 1-1, 3-0) | Pays-Bas | Barys Arena 2 975 spectateurs |

| Feuille de match | Feuille de match | Feuille de match                | Feuille de match                            | Feuille de match                                                                                   |
| ---------------- | --- | ------------------------------- | ------------------------------------------- | -------------------------------------------------------------------------------------------------- |
|                  | Blacker (Shalapov, Shestakov) — 1 min 1 s Dietz (Rymarev, Startchenko) — 8 min 26 s Rymarev (Boyd) — 10 min 33 s Orekhov (Zhailauov, Petukhov) — 22 min 59 s - Sagadeyev (Petukhov) — 41 min 57 s Zhailauov (Sagadeyev, Shalapov) — 52 min 16 s Zhailauov (Petukhov, Sagadeyev) — 57 min 56 s (SN) | 1–0 2–0 3–0 4–0 4–1 5–1 6–1 7–1 | - Van der Schuit (Stempher) — 27 min 22 s - | Arbitrage : Pavel Halas Jr. et Miklós Haszonits Juges de lignes : Martin Boyajiev et Paweł Kosidło |
| Kudryavtsev      | Gardiens | Oosterwijk                      |                                             | Arbitrage : Pavel Halas Jr. et Miklós Haszonits Juges de lignes : Martin Boyajiev et Paweł Kosidło |
| 4 min            | Pénalités | 6 min                           |                                             | Arbitrage : Pavel Halas Jr. et Miklós Haszonits Juges de lignes : Martin Boyajiev et Paweł Kosidło |
| 57               | Tirs | 10                              |                                             | Arbitrage : Pavel Halas Jr. et Miklós Haszonits Juges de lignes : Martin Boyajiev et Paweł Kosidło |

| 9 février 2020 | Pays-Bas | 0-3 (0-1, 0-2, 0-0) | Ukraine | Barys Arena 372 spectateurs |

| Feuille de match | Feuille de match | Feuille de match | Feuille de match | Feuille de match                                                                              |
| ---------------- | ---------------- | ---------------- | --- | --------------------------------------------------------------------------------------------- |
|                  |                  | 0–1 0–2 0–3      | Nimenko (Butsenko, Babinets) — 15 min 10 s Butsenko (Babinets, Nimenko) — 22 min 12 s Savchenko (Mikhnov, Tolstushko) — 30 min 29 s (SN) | Arbitrage : Pavel Halas Jr. et Miroslav Iarets Juges de lignes : Paweł Kosidło et Dániel Soós |
| Meierdres        | Gardiens         | Ohandzhanyan     | | Arbitrage : Pavel Halas Jr. et Miroslav Iarets Juges de lignes : Paweł Kosidło et Dániel Soós |
| 10 min           | Pénalités        | 14 min           | | Arbitrage : Pavel Halas Jr. et Miroslav Iarets Juges de lignes : Paweł Kosidło et Dániel Soós |
| 19               | Tirs             | 31               | | Arbitrage : Pavel Halas Jr. et Miroslav Iarets Juges de lignes : Paweł Kosidło et Dániel Soós |

| 9 février 2020 | Kazakhstan | 2-3 (0-1, 2-1, 0-1) | Pologne | Barys Arena 5 622 spectateurs |

| Feuille de match | Feuille de match                                                  | Feuille de match    | Feuille de match                                                                                         | Feuille de match                                                                              |
| ---------------- | ----------------------------------------------------------------- | ------------------- | --- | --------------------------------------------------------------------------------------------- |
|                  | Boyd (Valk, Dawes) — 30 min 47 s Boyd (Dawes, Valk) — 35 min 29 s | 0–1 0–2 1–2 2–2 2–3 | Ciura — 7 min 28 s Przygodzki (Jaśkiewicz) — 30 min 30 s Urbanowicz (Komorski, Dziubiński) — 40 min 29 s | Arbitrage : Adam Kika et Gordon Schukies Juges de lignes : Andrew Dalton et Andreas Malmqvist |
| Henrik Karlsson  | Gardiens                                                          | John Murray         | | Arbitrage : Adam Kika et Gordon Schukies Juges de lignes : Andrew Dalton et Andreas Malmqvist |
| 2 min            | Pénalités                                                         | 6 min               | | Arbitrage : Adam Kika et Gordon Schukies Juges de lignes : Andrew Dalton et Andreas Malmqvist |
| 53               | Tirs                                                              | 17                  | | Arbitrage : Adam Kika et Gordon Schukies Juges de lignes : Andrew Dalton et Andreas Malmqvist |

#### Classement
| Clt   | Équipe     | PJ | V | VP | D | DP | BP | BC | Diff | Pts |
| ----- | ---------- | -- | - | -- | - | -- | -- | -- | ---- | --- |
| +001, | Pologne    | 3  | 3 | 0  | 0 | 0  | 17 | 3  | +14  | 9   |
| +002, | Kazakhstan | 3  | 2 | 0  | 1 | 0  | 17 | 5  | +12  | 6   |
| +003, | Ukraine    | 3  | 1 | 0  | 2 | 0  | 5  | 14 | -9   | 3   |
| +004, | Pays-Bas   | 3  | 0 | 0  | 3 | 0  | 1  | 18 | -17  | 0   |

- En gras, qualifié pour le tour de qualification

### Groupe J
Le Groupe J a lieu du 6 au 9 février 2020 à Nottingham au Royaume-Uni.

#### Matchs
| 6 février 2020 | Hongrie | 4-1 (1-0, 2-1, 1-0) | Estonie | Motorpoint Arena Nottingham 861 spectateurs |

| Feuille de match | Feuille de match | Feuille de match    | Feuille de match       | Feuille de match                                                                                     |
| ---------------- | --- | ------------------- | ---------------------- | --- |
|                  | Hári (Galanisz, Terbócs) — 9 min 21 s Hári (Nagy, Terbócs) — 26 min 20 s (SN) Hári (Stipsicz, Szabó) — 31 min 11 s Csányi (Kiss) — 56 min 10 s | 1–0 2–0 2–1 3–1 4–1 | Lodeikin — 29 min 29 s | Arbitrage : Alex DiPietro et Ladislav Smetana Juges de lignes : Daniel Beresford et Vladimir Souslov |
| Rajna            | Gardiens | Koitmaa             |                        | Arbitrage : Alex DiPietro et Ladislav Smetana Juges de lignes : Daniel Beresford et Vladimir Souslov |
| 2 min            | Pénalités | 8 min               |                        | Arbitrage : Alex DiPietro et Ladislav Smetana Juges de lignes : Daniel Beresford et Vladimir Souslov |
| 36               | Tirs | 20                  |                        | Arbitrage : Alex DiPietro et Ladislav Smetana Juges de lignes : Daniel Beresford et Vladimir Souslov |

| 6 février 2020 | Grande-Bretagne | 4-3 (2-1, 2-1, 0-1) | Roumanie | Motorpoint Arena Nottingham 2 788 spectateurs |

| Feuille de match | Feuille de match | Feuille de match            | Feuille de match                                                                 | Feuille de match                                                                                    |
| ---------------- | --- | --------------------------- | -------------------------------------------------------------------------------- | --------------------------------------------------------------------------------------------------- |
|                  | - D. Ehrhardt — 15 min 11 s Farmer (D. Ehrhardt, T. Ehrhardt) — 17 min 16 s - Myers — 32 min 30 s Connolly (Lake) — 32 min 50 s - | 0–1 1–1 2–1 2–2 3–2 4–2 4–3 | Kirichenko — 14 min 21 s - Tranca (B. Péter) — 29 min 46 s - Salló — 56 min 41 s | Arbitrage : Jonathan Alarie et Vladimir Yefremov Juges de lignes : Joona Elonen et Frédéric Monnaie |
| Bowns            | Gardiens | Polc                        |                                                                                  | Arbitrage : Jonathan Alarie et Vladimir Yefremov Juges de lignes : Joona Elonen et Frédéric Monnaie |
| 10 min           | Pénalités | 4 min                       |                                                                                  | Arbitrage : Jonathan Alarie et Vladimir Yefremov Juges de lignes : Joona Elonen et Frédéric Monnaie |
| 34               | Tirs | 23                          |                                                                                  | Arbitrage : Jonathan Alarie et Vladimir Yefremov Juges de lignes : Joona Elonen et Frédéric Monnaie |

| 8 février 2020 | Hongrie | 3-2 (pr) (1-1, 0-0, 1-1, 1-0) | Roumanie | Motorpoint Arena Nottingham 1 988 spectateurs |

| Feuille de match | Feuille de match | Feuille de match    | Feuille de match                                                   | Feuille de match                                                                                     |
| ---------------- | --- | ------------------- | ------------------------------------------------------------------ | --- |
|                  | - Sarauer (Galanisz, Csányi) — 1 min 56 s Papp (Sofron, Szabó) — 44 min 24 s - Erdély (Hári, Stipsicz) — 60 min 15 s | 0–1 1–1 2–1 2–2 3–2 | Tranca (Molnár) — 35 s (SN) - Butochnov (Borysenko) — 55 min 9 s - | Arbitrage : Alex DiPietro et Anton Hladchenko Juges de lignes : Daniel Beresford et Frédéric Monnaie |
| Arany            | Gardiens | Polc                |                                                                    | Arbitrage : Alex DiPietro et Anton Hladchenko Juges de lignes : Daniel Beresford et Frédéric Monnaie |
| 10 min           | Pénalités | 4 min               |                                                                    | Arbitrage : Alex DiPietro et Anton Hladchenko Juges de lignes : Daniel Beresford et Frédéric Monnaie |
| 43               | Tirs | 24                  |                                                                    | Arbitrage : Alex DiPietro et Anton Hladchenko Juges de lignes : Daniel Beresford et Frédéric Monnaie |

| 8 février 2020 | Estonie | 1-7 (0-0, 1-4, 0-3) | Grande-Bretagne | Motorpoint Arena Nottingham 4 465 spectateurs |

| Feuille de match | Feuille de match                      | Feuille de match                | Feuille de match | Feuille de match                                                                                |
| ---------------- | ------------------------------------- | ------------------------------- | --- | ----------------------------------------------------------------------------------------------- |
|                  | - Sibirtsev (Ossipov) — 38 min 56 s - | 0–1 0–2 0–3 0–4 1–4 1–5 1–6 1–7 | Perlini (D. Phillips) — 22 min 4 s Betteridge (Richardson, Connolly) — 28 min 26 s Conway (D. Ehrhardt) — 29 min 18 s Perlini (O'Connor, Hammond) — 32 min 43 s (SN) - Lake (Farmer, Conway) — 48 min 40 s (SN) J. Phillips (Hammond, Lachowicz) — 49 min 4 s Conway (Ferrara) — 54 min 47 s | Arbitrage : Jonathan Alarie et Ladislav Smetana Juges de lignes : Josef Špůr et Vladimir Suslov |
| Koitmaa          | Gardiens                              | Bowns                           | | Arbitrage : Jonathan Alarie et Ladislav Smetana Juges de lignes : Josef Špůr et Vladimir Suslov |
| 4 min            | Pénalités                             | 2 min                           | | Arbitrage : Jonathan Alarie et Ladislav Smetana Juges de lignes : Josef Špůr et Vladimir Suslov |
| 23               | Tirs                                  | 38                              | | Arbitrage : Jonathan Alarie et Ladislav Smetana Juges de lignes : Josef Špůr et Vladimir Suslov |

| 9 février 2020 | Roumanie | 7-3 (2-2, 2-0, 3-1) | Estonie | Motorpoint Arena Nottingham 1 561 spectateurs |

| Feuille de match | Feuille de match | Feuille de match                              | Feuille de match                                                                                              | Feuille de match                                                                                         |
| ---------------- | --- | --------------------------------------------- | --- | --- |
|                  | Butochnov (Borysenko) — 2 min 5 s - Borysenko (Kirichenko) — 15 min 44 s (SN) Rokaly (Góga) — 30 min 49 s Tranca (B. Péter) — 34 min 12 s Tranca (Molnár) — 41 min 6 s - Butochnov (Constantin, Kirichenko) — 49 min 47 s Tranca (Góga) — 53 min 43 s | 1–0 1–1 1–2 2–2 3–2 4–2 5–2 5–3 6–3 7–3       | - Slessarevski (Lahesalu, Puzakov) — 2 min 49 s Saskin — 10 min 52 s - Andrejev (Aleksandrov) — 44 min 18 s - | Arbitrage : Anton Hladchenko et Vladimir Yefremov Juges de lignes : Daniel Beresford et Frédéric Monnaie |
| Tőke             | Gardiens | Shumikhin (43 min 36 s) Koitmaa (16 min 24 s) | | Arbitrage : Anton Hladchenko et Vladimir Yefremov Juges de lignes : Daniel Beresford et Frédéric Monnaie |
| 6 min            | Pénalités | 6 min                                         | | Arbitrage : Anton Hladchenko et Vladimir Yefremov Juges de lignes : Daniel Beresford et Frédéric Monnaie |
| 39               | Tirs | 31                                            | | Arbitrage : Anton Hladchenko et Vladimir Yefremov Juges de lignes : Daniel Beresford et Frédéric Monnaie |

| 9 février 2020 | Grande-Bretagne | 1-4 (0-0, 0-2, 1-2) | Hongrie | Motorpoint Arena Nottingham 4 544 spectateurs |

| Feuille de match | Feuille de match         | Feuille de match    | Feuille de match | Feuille de match                                                                             |
| ---------------- | ------------------------ | ------------------- | --- | -------------------------------------------------------------------------------------------- |
|                  | Myers — 40 min 57 s (SN) | 0–1 0–2 1–2 1–3 1–4 | Stipsicz (Nagy, Hári) — 20 min 32 s (SN) Erdély (Stipsicz, Sofron) — 31 min 17 s Hári — 45 min 11 s Sofron (Hári) — 52 min | Arbitrage : Jonathan Alarie et Ladislav Smetana Juges de lignes : Joona Elonen et Josef Špůr |
| Bowns            | Gardiens                 | Rajna               | | Arbitrage : Jonathan Alarie et Ladislav Smetana Juges de lignes : Joona Elonen et Josef Špůr |
| 8 min            | Pénalités                | 24 min              | | Arbitrage : Jonathan Alarie et Ladislav Smetana Juges de lignes : Joona Elonen et Josef Špůr |
| 48               | Tirs                     | 20                  | | Arbitrage : Jonathan Alarie et Ladislav Smetana Juges de lignes : Joona Elonen et Josef Špůr |

#### Classement
| Clt   | Équipe          | PJ | V | VP | D | DP | BP | BC | Diff | Pts |
| ----- | --------------- | -- | - | -- | - | -- | -- | -- | ---- | --- |
| +001, | Hongrie         | 3  | 2 | 1  | 0 | 0  | 11 | 4  | +7   | 8   |
| +002, | Grande-Bretagne | 3  | 2 | 0  | 1 | 0  | 12 | 8  | +4   | 6   |
| +003, | Roumanie        | 3  | 1 | 0  | 1 | 1  | 12 | 10 | +2   | 4   |
| +004, | Estonie         | 3  | 0 | 0  | 3 | 0  | 5  | 18 | -13  | 0   |

- En gras, qualifié pour le tour de qualification

## Tour de qualification

### Groupe D
Le Groupe D a lieu du 26 au 29 août 2021 à Bratislava en Slovaquie.

#### Matchs
| 26 août 2021 | Biélorussie | 0-1 (0-0, 0-1, 0-0) | Pologne | Ondrej Nepela Arena 150 spectateurs |

| Feuille de match | Feuille de match | Feuille de match | Feuille de match                      | Feuille de match                                                                              |
| ---------------- | ---------------- | ---------------- | ------------------------------------- | --------------------------------------------------------------------------------------------- |
|                  |                  | 0-1              | Komorski (Łyszczarczyk) — 54 min 59 s | Arbitrage : Riku Brander et Michael Tscherrig Juges de lignes : Jonas Merten et Jiří Ondráček |
| Danny Taylor     | Gardiens         | John Murray      |                                       | Arbitrage : Riku Brander et Michael Tscherrig Juges de lignes : Jonas Merten et Jiří Ondráček |
| 4 min            | Pénalités        | 4 min            |                                       | Arbitrage : Riku Brander et Michael Tscherrig Juges de lignes : Jonas Merten et Jiří Ondráček |
| 46               | Tirs             | 19               |                                       | Arbitrage : Riku Brander et Michael Tscherrig Juges de lignes : Jonas Merten et Jiří Ondráček |

| 26 août 2021 | Autriche | 1-2 (0-1, 0-1, 1-0) | Slovaquie | Ondrej Nepela Arena 4 241 spectateurs |

| Feuille de match | Feuille de match                | Feuille de match | Feuille de match                                                          | Feuille de match                                                                        |
| ---------------- | ------------------------------- | ---------------- | ------------------------------------------------------------------------- | --------------------------------------------------------------------------------------- |
|                  | Lebler (Heinrich) — 52 min 45 s | 0–1 0–2 1–2      | Hudáček (Čerešňák) — 1 min 46 s Gernát (Čerešňák, Studenič) — 28 min 28 s | Arbitrage : Roy Hansen et Linus Öhlund Juges de lignes : Daniel Hynek et Andreas Kroyer |
| David Kickert    | Gardiens                        | Branislav Konrád |                                                                           | Arbitrage : Roy Hansen et Linus Öhlund Juges de lignes : Daniel Hynek et Andreas Kroyer |
| 14 min           | Pénalités                       | 8 min            |                                                                           | Arbitrage : Roy Hansen et Linus Öhlund Juges de lignes : Daniel Hynek et Andreas Kroyer |
| 21               | Tirs                            | 32               |                                                                           | Arbitrage : Roy Hansen et Linus Öhlund Juges de lignes : Daniel Hynek et Andreas Kroyer |

| 27 août 2021 | Biélorussie | 5-2 (0-2, 5-0, 0-0) | Autriche | Ondrej Nepela Arena 148 spectateurs |

| Feuille de match | Feuille de match | Feuille de match                 | Feuille de match                                                                        | Feuille de match                                                                       |
| ---------------- | --- | -------------------------------- | --------------------------------------------------------------------------------------- | -------------------------------------------------------------------------------------- |
|                  | Stas (Bailen) — 20 min 43 s (SN) Charangovitch (Stas, Komarov) — 25 min 55 s Charangovitch (Protas, Komarov) — 32 min 25 s Prince (Dziamko) — 36 min 51 s (SN) Platt (Prince, Paré) — 39 min 38 s | 0–1 0–2 1–2 2–2 3–2 4–2 5–2      | Herburger (Haudum, Baumgartner) — 8 min 35 s (SN) Lebler (Rossi, Zwerger) — 18 min 40 s | Arbitrage : Andris Ansons et Roy Hansen Juges de lignes : Daniel Hynek et Jonas Merten |
| Danny Taylor     | Gardiens | Bernhard Starkbaum David Kickert |                                                                                         | Arbitrage : Andris Ansons et Roy Hansen Juges de lignes : Daniel Hynek et Jonas Merten |
| 6 min            | Pénalités | 12 min                           |                                                                                         | Arbitrage : Andris Ansons et Roy Hansen Juges de lignes : Daniel Hynek et Jonas Merten |
| 28               | Tirs | 18                               |                                                                                         | Arbitrage : Andris Ansons et Roy Hansen Juges de lignes : Daniel Hynek et Jonas Merten |

| 27 août 2021 | Slovaquie | 5-1 (1-0, 3-1, 1-0) | Pologne | Ondrej Nepela Arena 3 685 spectateurs |

| Feuille de match | Feuille de match | Feuille de match        | Feuille de match                                          | Feuille de match                                                                              |
| ---------------- | --- | ----------------------- | --------------------------------------------------------- | --------------------------------------------------------------------------------------------- |
|                  | Růžička (Čerešňák, Gernát) — 8 min 6 s Hudáček (Čerešňák, Gernát) — 24 min 38 s Roman (Slafkovský, Nemec) — 26 min 11 s Cehlárik (Hudáček, Jurčo) — 32 min 39 s (SN) Ružička (Pospíšil, Lantoši) — 48 min 2 s | 1–0 2–0 3–0 3–1 4–1 5–1 | Dziubiński (Łyszczarczyk, Chmielewski) — 30 min 17 s (SN) | Arbitrage : Linus Öhlund et Michael Tscherrig Juges de lignes : Andreas Kroyer et Dāvis Zunde |
| Branislav Konrád | Gardiens | John Murray             |                                                           | Arbitrage : Linus Öhlund et Michael Tscherrig Juges de lignes : Andreas Kroyer et Dāvis Zunde |
| 6 min            | Pénalités | 12 min                  |                                                           | Arbitrage : Linus Öhlund et Michael Tscherrig Juges de lignes : Andreas Kroyer et Dāvis Zunde |
| 48               | Tirs | 17                      |                                                           | Arbitrage : Linus Öhlund et Michael Tscherrig Juges de lignes : Andreas Kroyer et Dāvis Zunde |

| 29 août 2021 | Pologne | 1-4 (1-2, 0-1, 0-1) | Autriche | Ondrej Nepela Arena 182 spectateurs |

| Feuille de match | Feuille de match                                | Feuille de match    | Feuille de match | Feuille de match                                                                         |
| ---------------- | ----------------------------------------------- | ------------------- | --- | ---------------------------------------------------------------------------------------- |
|                  | Urbanowicz (Kolusz, Łyszczarczyk) — 11 min 53 s | 0–1 1–1 1–2 1–3 1-4 | Ganahl (Schneider, Hundertpfund) — 4 min 10 s Lebler (Haudum) — 19 min 2 s Lebler (Wolf) — 34 min 38 s Lebler (Zwerger, Rossi) — 53 min 3 s | Arbitrage : Andris Ansons et Riku Brander Juges de lignes : Daniel Hynek et Jonas Merten |
| John Murray      | Gardiens                                        | David Kickert       | | Arbitrage : Andris Ansons et Riku Brander Juges de lignes : Daniel Hynek et Jonas Merten |
| 8 min            | Pénalités                                       | 10 min              | | Arbitrage : Andris Ansons et Riku Brander Juges de lignes : Daniel Hynek et Jonas Merten |
| 10               | Tirs                                            | 30                  | | Arbitrage : Andris Ansons et Riku Brander Juges de lignes : Daniel Hynek et Jonas Merten |

| 29 août 2021 | Slovaquie | 2-1 (1-0, 0-1, 1-0) | Biélorussie | Ondrej Nepela Arena 7 105 spectateurs |

| Feuille de match | Feuille de match                                                          | Feuille de match | Feuille de match           | Feuille de match                                                                             |
| ---------------- | ------------------------------------------------------------------------- | ---------------- | -------------------------- | -------------------------------------------------------------------------------------------- |
|                  | Cehlárik (Hrivík) — 4 min 38 s (SN) Hudáček (Čerešňák) — 57 min 43 s (CV) | 1-0 1-1 2-1      | Charangovitch — 21 min 7 s | Arbitrage : Linus Öhlund et Michael Tscherrig Juges de lignes : Jiří Ondráček et Dāvis Zunde |
| Branislav Konrád | Gardiens                                                                  | Danny Taylor     |                            | Arbitrage : Linus Öhlund et Michael Tscherrig Juges de lignes : Jiří Ondráček et Dāvis Zunde |
| 36 min           | Pénalités                                                                 | 39 min           |                            | Arbitrage : Linus Öhlund et Michael Tscherrig Juges de lignes : Jiří Ondráček et Dāvis Zunde |
| 39               | Tirs                                                                      | 22               |                            | Arbitrage : Linus Öhlund et Michael Tscherrig Juges de lignes : Jiří Ondráček et Dāvis Zunde |

#### Classement
| Clt   | Équipe      | PJ | V | VP | D | DP | BP | BC | Diff | Pts |
| ----- | ----------- | -- | - | -- | - | -- | -- | -- | ---- | --- |
| +001, | Slovaquie   | 3  | 3 | 0  | 0 | 0  | 9  | 3  | +6   | 9   |
| +002, | Biélorussie | 3  | 1 | 0  | 2 | 0  | 6  | 5  | +1   | 3   |
| +003, | Autriche    | 3  | 1 | 0  | 2 | 0  | 7  | 8  | -1   | 3   |
| +004, | Pologne     | 3  | 1 | 0  | 2 | 0  | 3  | 9  | -6   | 3   |

- En gras, qualifié pour le tournoi olympique

### Groupe E
Le Groupe E a lieu du 26 au 29 août 2021 à Riga en Lettonie.

#### Matchs
| 26 août 2021 | France | 5-3 (0-2, 3-0, 2-1) | Hongrie | Riga Arena 200 spectateurs |

| Feuille de match | Feuille de match | Feuille de match                | Feuille de match                                                                                           | Feuille de match                                                                                      |
| ---------------- | --- | ------------------------------- | --- | --- |
|                  | Texier (Chakiachvili, Bozon) — 23 min 9 s (SN) Manavian (Da Costa, Fleury) — 28 min Texier (Chakiachvili) — 34 min 45 s (SN) Treille (Rech, Chakiachvili) — 45 min 28 s (SN) Fleury (Texier, Da Costa) — 56 min 53 s | 0–1 0–2 1–2 2–2 3–2 4–2 4–3 5–3 | Hári (Erdély, Sofron) — 12 min 43 s Papp (Hári) — 14 min 51 s (SN) Bartalis (Mihály, Magosi) — 45 min 38 s | Arbitrage : Andre Schrader et Christoph Sternat Juges de lignes : Simon Riecken et Alexander Waldejer |
| Florian Hardy    | Gardiens | Zoltán Hetényi                  | | Arbitrage : Andre Schrader et Christoph Sternat Juges de lignes : Simon Riecken et Alexander Waldejer |
| 8 min            | Pénalités | 8 min                           | | Arbitrage : Andre Schrader et Christoph Sternat Juges de lignes : Simon Riecken et Alexander Waldejer |
| 31               | Tirs | 33                              | | Arbitrage : Andre Schrader et Christoph Sternat Juges de lignes : Simon Riecken et Alexander Waldejer |

| 26 août 2021 | Italie | 0-6 (0-2, 0-2, 0-2) | Lettonie | Riga Arena 4 100 spectateurs |

| Feuille de match | Feuille de match | Feuille de match        | Feuille de match | Feuille de match                                                                                  |
| ---------------- | ---------------- | ----------------------- | --- | ------------------------------------------------------------------------------------------------- |
|                  |                  | 0–1 0–2 0–3 0–4 0–5 0–6 | Jaks (Dārziņš) — 3 min 23 s Ābols (Ro. Bukarts, Daugaviņš) — 5 min 28 s Rubins (Ri. Bukarts, Balinskis) — 26 min 15 s Indrašis (Dārziņš) — 29 min 48 s (2 SN) Indrašis (Girgensons, Rubins) — 48 min 56 s Daugaviņš (Punnenovs) — 52 min 54 s (SN) | Arbitrage : Mads Frandsen et Maksim Sidorenko Juges de lignes : Dmitri Goliak et Lauri Nikulainen |
| Andreas Bernard  | Gardiens         | Ivars Punnenovs         | | Arbitrage : Mads Frandsen et Maksim Sidorenko Juges de lignes : Dmitri Goliak et Lauri Nikulainen |
| 14 min           | Pénalités        | 6 min                   | | Arbitrage : Mads Frandsen et Maksim Sidorenko Juges de lignes : Dmitri Goliak et Lauri Nikulainen |
| 16               | Tirs             | 36                      | | Arbitrage : Mads Frandsen et Maksim Sidorenko Juges de lignes : Dmitri Goliak et Lauri Nikulainen |

| 27 août 2021 | France | 2-0 (0-0, 2-0, 0-0) | Italie | Riga Arena 197 spectateurs |

| Feuille de match      | Feuille de match                                                                        | Feuille de match | Feuille de match | Feuille de match                                                                                   |
| --------------------- | --------------------------------------------------------------------------------------- | ---------------- | ---------------- | -------------------------------------------------------------------------------------------------- |
|                       | Treille (Gallet, Bozon) — 23 min 23 s Treille (Texier, Chakiachvili) — 33 min 41 s (SN) | 1-0 2-0          |                  | Arbitrage : Mads Frandsen et Mikko Kaukokari Juges de lignes : Dmitri Goliak et Alexander Waldejer |
| Henri-Corentin Buysse | Gardiens                                                                                | Andreas Bernard  |                  | Arbitrage : Mads Frandsen et Mikko Kaukokari Juges de lignes : Dmitri Goliak et Alexander Waldejer |
| 6 min                 | Pénalités                                                                               | 8 min            |                  | Arbitrage : Mads Frandsen et Mikko Kaukokari Juges de lignes : Dmitri Goliak et Alexander Waldejer |
| 22                    | Tirs                                                                                    | 23               |                  | Arbitrage : Mads Frandsen et Mikko Kaukokari Juges de lignes : Dmitri Goliak et Alexander Waldejer |

| 27 août 2021 | Lettonie | 9-0 (1-0, 0-0, 8-0) | Hongrie | Riga Arena 3 250 spectateurs |

| Feuille de match | Feuille de match | Feuille de match                    | Feuille de match | Feuille de match                                                                                    |
| ---------------- | --- | ----------------------------------- | ---------------- | --------------------------------------------------------------------------------------------------- |
|                  | Ābols (Jaks, Ķēniņš) — 7 min 18 s (SN) Balcers (Ķēniņš) — 40 min 32 s Ķēniņš (Balcers) — 42 min 51 s Bļugers (Balcers, Darzins) — 51 min 54 s (SN) Ābols (Ķēniņš, Ro. Bukarts) — 54 min 35 s (SN) Balcers (Ķēniņš) — 54 min 58 s Bļugers — 56 min 31 s Balcers (Darzins, Indrašis) — 58 min 23 s (SN) Ķēniņš (Balcers, Ābols) — 58 min 36 s | 1-0 2-0 3-0 4-0 5-0 6-0 7-0 8-0 9-0 |                  | Arbitrage : Maksim Sidorenko et Christoph Sternat Juges de lignes : Simon Riecken et Dmitri Chichlo |
| Ivars Punnenovs  | Gardiens | Zoltán Hetényi Miklós Rajna         |                  | Arbitrage : Maksim Sidorenko et Christoph Sternat Juges de lignes : Simon Riecken et Dmitri Chichlo |
| 0 min            | Pénalités | 14 min                              |                  | Arbitrage : Maksim Sidorenko et Christoph Sternat Juges de lignes : Simon Riecken et Dmitri Chichlo |
| 45               | Tirs | 17                                  |                  | Arbitrage : Maksim Sidorenko et Christoph Sternat Juges de lignes : Simon Riecken et Dmitri Chichlo |

| 29 août 2021 | Hongrie | 2-1 (0-0, 1-0, 1-1) | Italie | Riga Arena 460 spectateurs |

| Feuille de match | Feuille de match                                                           | Feuille de match | Feuille de match                     | Feuille de match                                                                                      |
| ---------------- | -------------------------------------------------------------------------- | ---------------- | ------------------------------------ | --- |
|                  | Nagy (Sofron, Stipsicz) — 38 min 13 s (SN) Mihály (Bartalis) — 47 min 23 s | 1-0 2-0 2-1      | Morini (Frigo, Kostner) — 53 min 7 s | Arbitrage : André Schrader et Christoph Sternat Juges de lignes : Simon Riecken et Alexander Waldejer |
| Miklós Rajna     | Gardiens                                                                   | Andreas Bernard  |                                      | Arbitrage : André Schrader et Christoph Sternat Juges de lignes : Simon Riecken et Alexander Waldejer |
| 14 min           | Pénalités                                                                  | 10 min           |                                      | Arbitrage : André Schrader et Christoph Sternat Juges de lignes : Simon Riecken et Alexander Waldejer |
| 24               | Tirs                                                                       | 30               |                                      | Arbitrage : André Schrader et Christoph Sternat Juges de lignes : Simon Riecken et Alexander Waldejer |

| 29 août 2021 | Lettonie | 2-1 (1-0, 0-0, 1-1) | France | Riga Arena 7 954 spectateurs |

| Feuille de match | Feuille de match                                                           | Feuille de match      | Feuille de match       | Feuille de match                                                                                     |
| ---------------- | -------------------------------------------------------------------------- | --------------------- | ---------------------- | --- |
|                  | Ri. Bukarts — 10 min 56 s Indrašis (Bļugers, Balinskis) — 45 min 50 s (SN) | 1-0 2-0 2-1           | Da Costa — 51 min 15 s | Arbitrage : Mikko Kaukokari et Maksim Sidorenko Juges de lignes : Lauri Nikulainen et Dmitri Chichlo |
| Ivars Punnenovs  | Gardiens                                                                   | Henri-Corentin Buysse |                        | Arbitrage : Mikko Kaukokari et Maksim Sidorenko Juges de lignes : Lauri Nikulainen et Dmitri Chichlo |
| 8 min            | Pénalités                                                                  | 8 min                 |                        | Arbitrage : Mikko Kaukokari et Maksim Sidorenko Juges de lignes : Lauri Nikulainen et Dmitri Chichlo |
| 26               | Tirs                                                                       | 30                    |                        | Arbitrage : Mikko Kaukokari et Maksim Sidorenko Juges de lignes : Lauri Nikulainen et Dmitri Chichlo |

#### Classement
| Clt   | Équipe   | PJ | V | VP | D | DP | BP | BC | Diff | Pts |
| ----- | -------- | -- | - | -- | - | -- | -- | -- | ---- | --- |
| +001, | Lettonie | 3  | 3 | 0  | 0 | 0  | 17 | 1  | +16  | 9   |
| +002, | France   | 3  | 2 | 0  | 1 | 0  | 8  | 5  | +3   | 6   |
| +003, | Hongrie  | 3  | 1 | 0  | 2 | 0  | 5  | 15 | -10  | 3   |
| +004, | Italie   | 3  | 0 | 0  | 3 | 0  | 1  | 10 | -9   | 0   |

- En gras, qualifié pour le tournoi olympique

### Groupe F
Le Groupe F a lieu du 26 au 29 août 2021 à la Jordal Amfi d'Oslo en Norvège.

#### Matchs
| 26 août 2021 | Danemark | 4-3 (3-0, 1-1, 0-2) | Slovénie | Jordal Amfi 174 spectateurs |

| Feuille de match | Feuille de match | Feuille de match            | Feuille de match | Feuille de match                                                                                 |
| ---------------- | --- | --------------------------- | --- | ------------------------------------------------------------------------------------------------ |
|                  | Ehlers (M. Lauridsen, Bjorkstrand) — 2 min 17 s (SN) Storm (M. Lauridsen, Bjorkstrand) — 12 min 59 s (SN) Russell (O. Lauridsen) — 14 min 52 s Ehlers — 21 min 51 s | 1–0 2–0 3–0 3–1 4–1 4–2 4–3 | Drozg (Kopitar, Pretnar) — 20 min 49 s (SN) Urbas (Gregorc, Jeglič) — 49 min 20 s (SN) Verlič (Gregorc, Jeglič) — 57 min 28 s | Arbitrage : Lassi Heikkinen et Sergueï Ioudakov Juges de lignes : Knut Braten et David Obwegeser |
| Sebastian Dahm   | Gardiens | Gašper Krošelj              | | Arbitrage : Lassi Heikkinen et Sergueï Ioudakov Juges de lignes : Knut Braten et David Obwegeser |
| 10 min           | Pénalités | 10 min                      | | Arbitrage : Lassi Heikkinen et Sergueï Ioudakov Juges de lignes : Knut Braten et David Obwegeser |
| 21               | Tirs | 23                          | | Arbitrage : Lassi Heikkinen et Sergueï Ioudakov Juges de lignes : Knut Braten et David Obwegeser |

| 26 août 2021 | Corée du Sud | 1-4 (1-2, 0-1, 0-1) | Norvège | Jordal Amfi 1 483 spectateurs |

| Feuille de match | Feuille de match                                 | Feuille de match    | Feuille de match | Feuille de match                                                                                       |
| ---------------- | ------------------------------------------------ | ------------------- | --- | --- |
|                  | Kim K. (Shin Sang-w., Shin Sang-h.) — 5 min 47 s | 1–0 1–1 1–2 1–3 1–4 | Lesund (Olden, Trettenes) — 6 min 7 s K. Olimb (Rosseli Olsen) — 8 min 32 s Espeland (Rosseli Olsen, K. Olimb) — 24 min 22 s Lindström (Kåsastul, Espeland) — 49 min 35 s | Arbitrage : Christoffer Holm et Peter Staňo Juges de lignes : Nicolas Constantineau et Ludvig Lundgren |
| Matt Dalton      | Gardiens                                         | Henrik Haukeland    | | Arbitrage : Christoffer Holm et Peter Staňo Juges de lignes : Nicolas Constantineau et Ludvig Lundgren |
| 6 min            | Pénalités                                        | 4 min               | | Arbitrage : Christoffer Holm et Peter Staňo Juges de lignes : Nicolas Constantineau et Ludvig Lundgren |
| 9                | Tirs                                             | 49                  | | Arbitrage : Christoffer Holm et Peter Staňo Juges de lignes : Nicolas Constantineau et Ludvig Lundgren |

| 27 août 2021 | Danemark | 11-1 (1-1, 7-0, 3-0) | Corée du Sud | Jordal Amfi 207 spectateurs |

| Feuille de match | Feuille de match | Feuille de match                                  | Feuille de match                            | Feuille de match                                                                                  |
| ---------------- | --- | ------------------------------------------------- | ------------------------------------------- | ------------------------------------------------------------------------------------------------- |
|                  | Blichfeld (M. Lauridsen, O. Lauridsen) — 19 min 7 s Ehlers (M. Lauridsen, Storm) — 20 min 43 s (SN) Bjorkstrand (M. Lauridsen, Ehlers) — 25 min 2 s (SN) Poulsen (Larsen, Jakobsen) — 27 min Bjorkstrand (Ehlers, Jensen Aabo) — 27 min 29 s Bjorkstrand (Ehlers, M. Lauridsen) — 30 min 26 s (SN) Storm — 31 min 56 s Blichfeld (Ehlers, Storm) — 34 min 40 s (SN) Ehlers (Nielsen, Jensen Aabo) — 40 min 17 s Russell (Storm) — 41 min 54 s Poulsen (N. Jensen, Jakobsen) — 53 min 36 s | 0–1 1–1 2–1 3–1 4–1 5–1 6–1 7–1 8–1 9–1 10–1 11–1 | Kim K. (Kim S., Lee Jo.) — 13 min 29 s (SN) | Arbitrage : Geoffrey Barcelo et Sergueï Ioudakov Juges de lignes : Ludvig Lundgren et Simon Synek |
| Sebastian Dahm   | Gardiens | Matt Dalton Hwang Hyun-ho                         |                                             | Arbitrage : Geoffrey Barcelo et Sergueï Ioudakov Juges de lignes : Ludvig Lundgren et Simon Synek |
| 6 min            | Pénalités | 10 min                                            |                                             | Arbitrage : Geoffrey Barcelo et Sergueï Ioudakov Juges de lignes : Ludvig Lundgren et Simon Synek |
| 48               | Tirs | 8                                                 |                                             | Arbitrage : Geoffrey Barcelo et Sergueï Ioudakov Juges de lignes : Ludvig Lundgren et Simon Synek |

| 27 août 2021 | Norvège | 7-4 (3-2, 3-0, 1-2) | Slovénie | Jordal Amfi 2 490 spectateurs |

| Feuille de match | Feuille de match | Feuille de match                            | Feuille de match | Feuille de match                                                                                      |
| ---------------- | --- | ------------------------------------------- | --- | --- |
|                  | Røymark (Salsten, Lesund) — 6 min 4 s Kåsastul (Olden, Zuccarello) — 6 min 54 s K. Olimb (Rosseli Olsen) — 9 min 4 s (IN) Zuccarello — 24 min 27 s (TP) M. Olimb (K. Olimb) — 38 min 4 s Rosseli Olsen (K. Olimb, M. Olimb) — 39 min 33 s Kåsastul (Martinsen, Haga) — 55 min 48 s | 1–0 2–0 3–0 3–1 3–2 4–2 5–2 6–2 6–3 6–4 7–4 | Gregorc (Ograjenšek, Jeglič) — 12 min 34 s (SN) Sabolič (Kopitar, Drozg) — 13 min 54 s Sabolič (Pretnar, Kopitar) — 43 min 4 s (SN) Čepon (Ograjenšek, Logar) — 43 min 49 s | Arbitrage : Lassi Heikkinen et Peter Staňo Juges de lignes : Nicolas Constantineau et David Obwegeser |
| Henrik Haukeland | Gardiens | Gašper Krošelj Luka Gračnar                 | | Arbitrage : Lassi Heikkinen et Peter Staňo Juges de lignes : Nicolas Constantineau et David Obwegeser |
| 14 min           | Pénalités | 10 min                                      | | Arbitrage : Lassi Heikkinen et Peter Staňo Juges de lignes : Nicolas Constantineau et David Obwegeser |
| 31               | Tirs | 21                                          | | Arbitrage : Lassi Heikkinen et Peter Staňo Juges de lignes : Nicolas Constantineau et David Obwegeser |

| 29 août 2021 | Slovénie | 4-1 (0-1, 3-0, 1-0) | Corée du Sud | Jordal Amfi 97 spectateurs |

| Feuille de match | Feuille de match | Feuille de match    | Feuille de match                     | Feuille de match                                                                              |
| ---------------- | --- | ------------------- | ------------------------------------ | --------------------------------------------------------------------------------------------- |
|                  | Jeglič (Urbas, Kopitar) — 30 min 40 s (2 SN) Tičar (Kopitar, Gregorc) — 32 min 46 s (SN) Sabolič (Tičar, Kopitar) — 35 min 12 s Kopitar — 59 min 45 s (IN + CV) | 0-1 1-1 2-1 3-1 4-1 | Ahn (Kim K., Jung) — 19 min 3 s (SN) | Arbitrage : Geoffrey Barcelo et Lassi Heikkinen Juges de lignes : Knut Bråtten et Simon Synek |
| Matija Pintarič  | Gardiens | Matt Dalton         |                                      | Arbitrage : Geoffrey Barcelo et Lassi Heikkinen Juges de lignes : Knut Bråtten et Simon Synek |
| 12 min           | Pénalités | 12 min              |                                      | Arbitrage : Geoffrey Barcelo et Lassi Heikkinen Juges de lignes : Knut Bråtten et Simon Synek |
| 43               | Tirs | 18                  |                                      | Arbitrage : Geoffrey Barcelo et Lassi Heikkinen Juges de lignes : Knut Bråtten et Simon Synek |

| 29 août 2021 | Norvège | 0-2 (0-0, 0-1, 0-1) | Danemark | Jordal Amfi 2 500 spectateurs |

| Feuille de match | Feuille de match | Feuille de match | Feuille de match                                                             | Feuille de match                                                                                      |
| ---------------- | ---------------- | ---------------- | ---------------------------------------------------------------------------- | --- |
|                  |                  | 0-1 0-2          | Storm (M. Lauridsen, Blichfeld) — 37 min 49 s Ehlers (Nielsen) — 56 min 48 s | Arbitrage : Christoffer Holm et Sergueï Ioudakov Juges de lignes : Ludvig Lundgren et David Obwegeser |
| Henrik Haukeland | Gardiens         | Sebastian Dahm   |                                                                              | Arbitrage : Christoffer Holm et Sergueï Ioudakov Juges de lignes : Ludvig Lundgren et David Obwegeser |
| 8 min            | Pénalités        | 8 min            |                                                                              | Arbitrage : Christoffer Holm et Sergueï Ioudakov Juges de lignes : Ludvig Lundgren et David Obwegeser |
| 26               | Tirs             | 19               |                                                                              | Arbitrage : Christoffer Holm et Sergueï Ioudakov Juges de lignes : Ludvig Lundgren et David Obwegeser |

#### Classement
| Clt   | Équipe       | PJ | V | VP | D | DP | BP | BC | Diff | Pts |
| ----- | ------------ | -- | - | -- | - | -- | -- | -- | ---- | --- |
| +001, | Danemark     | 3  | 3 | 0  | 0 | 0  | 17 | 4  | +13  | 9   |
| +002, | Norvège      | 3  | 2 | 0  | 1 | 0  | 11 | 7  | +4   | 6   |
| +003, | Slovénie     | 3  | 1 | 0  | 2 | 0  | 11 | 12 | -1   | 3   |
| +004, | Corée du Sud | 3  | 0 | 0  | 3 | 0  | 3  | 19 | -16  | 0   |

- En gras, qualifié pour le tournoi olympique